# Elsass
Das Elsass (elsässisch  ’s Elsàss, ’s Elses, französisch Alsace [alˈzas]) ist eine Kulturlandschaft in der Region Grand Est im Osten Frankreichs. Es erstreckt sich über den südwestlichen Teil der Oberrheinischen Tiefebene und reicht im Nordwesten mit dem Krummen Elsass bis auf das lothringische Plateau. Im Norden und Osten grenzt das Elsass an Deutschland und im Süden an die Schweiz. Hauptstadt ist Straßburg.
Landschaftlich wird das Elsass meist als die Gegend zwischen Vogesen und Rhein beschrieben. Die politischen Grenzen, die das Elsass definieren, haben sich dagegen im Verlauf seiner Geschichte mehrfach geändert. Historisch bedeutend sind hier vor allem das Herzogtum Elsass (7. und 8. Jahrhundert), die beiden Landgrafschaften des Elsass (12.–17. Jahrhundert) innerhalb des Heiligen Römischen Reiches und die erstmals französische Provinz Elsass (17.–18. Jahrhundert). Ab dem 17. Jahrhundert wechselte das Elsass mehrmals seine politische Zugehörigkeit zwischen dem Heiligen Römischen Reich beziehungsweise dem Deutschen Reich einerseits und Frankreich andererseits.
Seine gegenwärtigen Grenzen gehen auf die Französische Revolutionszeit zurück, als die Départements eingerichtet wurden, sowie auf den Frankfurter Frieden von 1871, in dem Belfort abgetrennt wurde und die übrigen Landesteile mit dem Reichsland Elsaß-Lothringen an das Deutsche Reich fielen. Heute besteht das Elsass aus den 2021 weitgehend zusammengefassten Départements Bas-Rhin und Haut-Rhin.
Zwischen 1973 und 2015 bildeten die beiden elsässischen Départements zusammen eine eigene französische Verwaltungsregion Elsass (Région Alsace). Mit 8280 km² war sie die flächenmäßig kleinste Region auf dem französischen Festland und hatte 1.920.462 Einwohner (Stand 1. Januar 2021). Im Rahmen der Regionsfusionen wurde am 1. Januar 2016 die Region Grand Est (Großer Osten) mit der Hauptstadt Straßburg gegründet. Diese umfasst das Elsass, Lothringen und Champagne-Ardenne. Als „Europäische Gebietskörperschaft Elsass“ wurden die beiden Départements des Elsass mit Jahresbeginn 2021 wieder als eine politische Einheit zusammengefasst.

## Name
Der Name Elsass bezeichnet eine bereits im Frühmittelalter bezeugte landschaftliche und politische Entität. Frühe mittellatinisierte Erwähnungen sind in pago alsacense (772) und in pago alisacense (774), rein deutsch erscheint der Name als elisazon erstmals in einer Urkunde von 877. Er leitet sich von althochdeutsch ali-sāzzo „Bewohner des andern (zu ergänzen:) Rheinufers“ oder aber, elliptisch gekürzt, von frühalthochdeutsch ali-land-sāzzo „Bewohner im fremden Land“ ab und ist damit eine Zusammensetzung von althochdeutsch ali-, eli- „ander-, fremd“, allenfalls land „Land“ sowie sāzzo „Sitzender, Wohnender“. Unter den „Bewohnern des fremden Landes“ ist am ehesten an die fränkischen Neusiedler zu denken, die nach der Schlacht von Zülpich im Jahr 496 von der fränkischen Monarchie am linken Rheinufer zwischen Basel und der Pfalz angesiedelt wurden und dort auf Romanen und Alemannen trafen.
Aufgrund der wechselhaften Geschichte des Elsasses zwischen dem germanischen (deutschen) und romanischen (französischen) Kulturraum entstanden darauf basierende Bezeichnungen. Da das Elsass deutschsprachig war und es heute noch teilweise ist, steht bzw. stand im Elsass Welschi oder Walschi für Innerfranzosen im Allgemeinen sowie für die romanischen (lothringisch/französisch) Sprachenklaven auf der Ostseite der Vogesen (pays welche) im Besonderen und deren Sprache. Die Elsässer werden von den deutschsprachigen Nachbarregionen umgangssprachlich bis abwertend auch als Wackes bezeichnet, was in der elsässischen Mundart zunächst Landfahrer bzw. Arbeitslose bedeutete und teilweise dem umgekehrt verwendeten Begriff Boche entspricht.

## Geographie

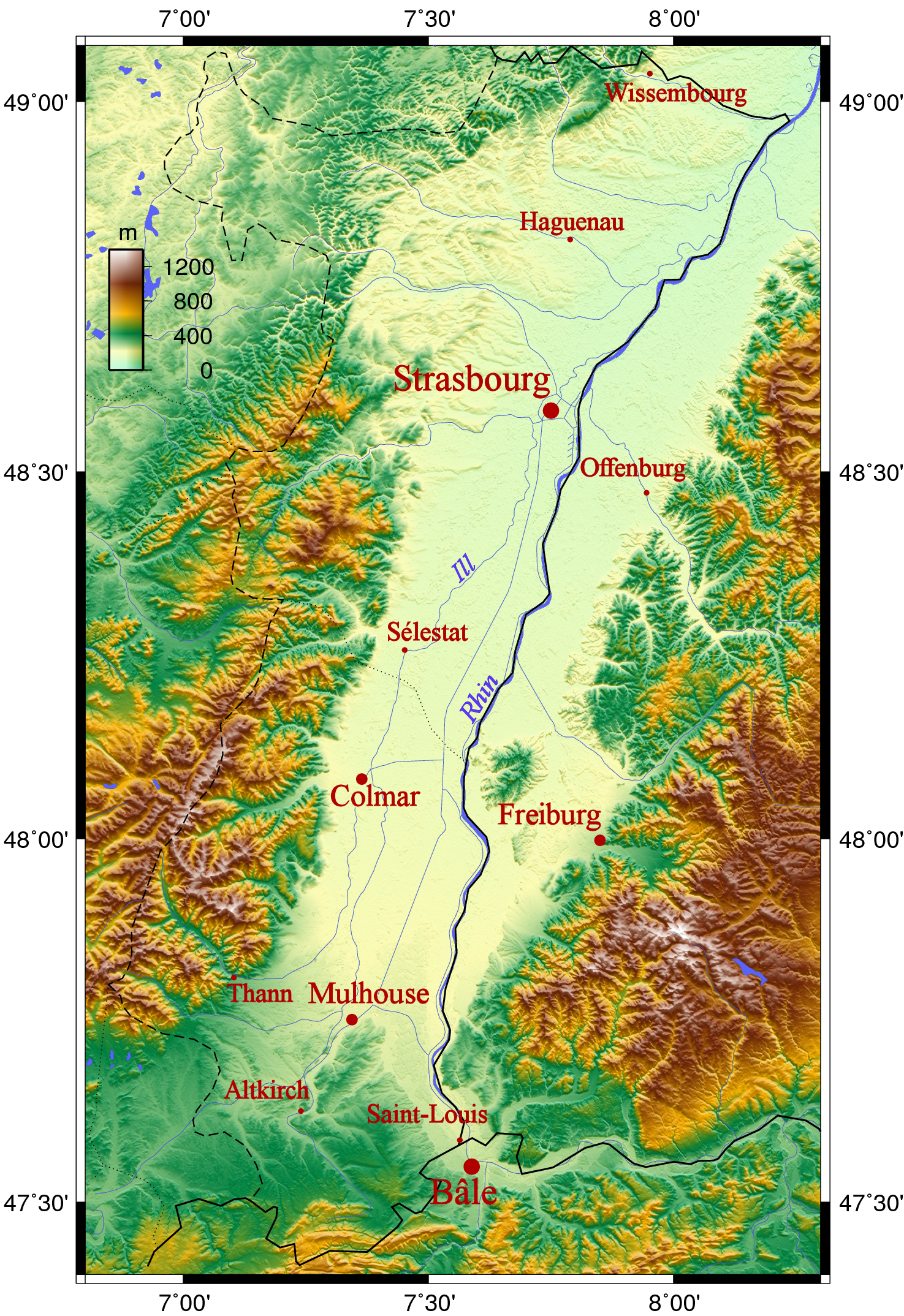
Topografie des Elsass

Das Elsass grenzt an Deutschland (im Norden Rheinland-Pfalz, im Osten Baden-Württemberg) und an die Schweiz (Kantone Basel-Stadt, Basel-Landschaft, Solothurn und Jura). Im Westen grenzt das Elsass an Lothringen, im Süden an die Region Bourgogne-Franche-Comté.
Das heutige Elsass hat eine Nord-Süd-Ausdehnung von 190 Kilometern, während die West-Ost-Ausdehnung nur 50 Kilometer beträgt. Im Osten wird das Elsass durch den Rhein begrenzt, im Westen auf weiten Strecken durch den Hauptkamm der Vogesen. Im Norden markieren Bienwald und Pfälzerwald wichtige Grenzgegenden, im Süden der Nordrand des Jura und im Südwesten, in der offenen Torlandschaft der Burgundischen Pforte, nähert sich die erst auf 1871 zurückgehende Grenze an die Wasserscheide zwischen Rhone und Rhein an.
Die geologische Geschichte erstreckt sich vom Präkambrium bis zum Quartär.
Im Elsass finden sich folgende naturräumliche Haupteinheiten:
- Der überwiegende Teil wird von der Elsässischen Ebene (Plaine d’Alsace) eingenommen, die mit Breisgau und Ortenau auf der deutschen Seite, und das Petit und Grand Ried auf der elsässischen Seite den südlichen Teil des Oberrheingrabens bildet. Sie wird von der Ill durchflossen und ist vom Getreideanbau geprägt. Es gibt auch große Waldgebiete wie den Hagenauer Forst im Norden und den Harthwald im Süden. Neben weiten Ebenen treten zudem wellige bis hügelige Gegenden auf (beispielsweise Kochersberg nordwestlich Straßburgs, westlicher Sundgau und östliche Burgundische Pforte, Gebiet zwischen Hagenauer Wald und Bienwald).Blick von Gueberschwihr über das Grand Ried. Am Horizont der Schwarzwald.

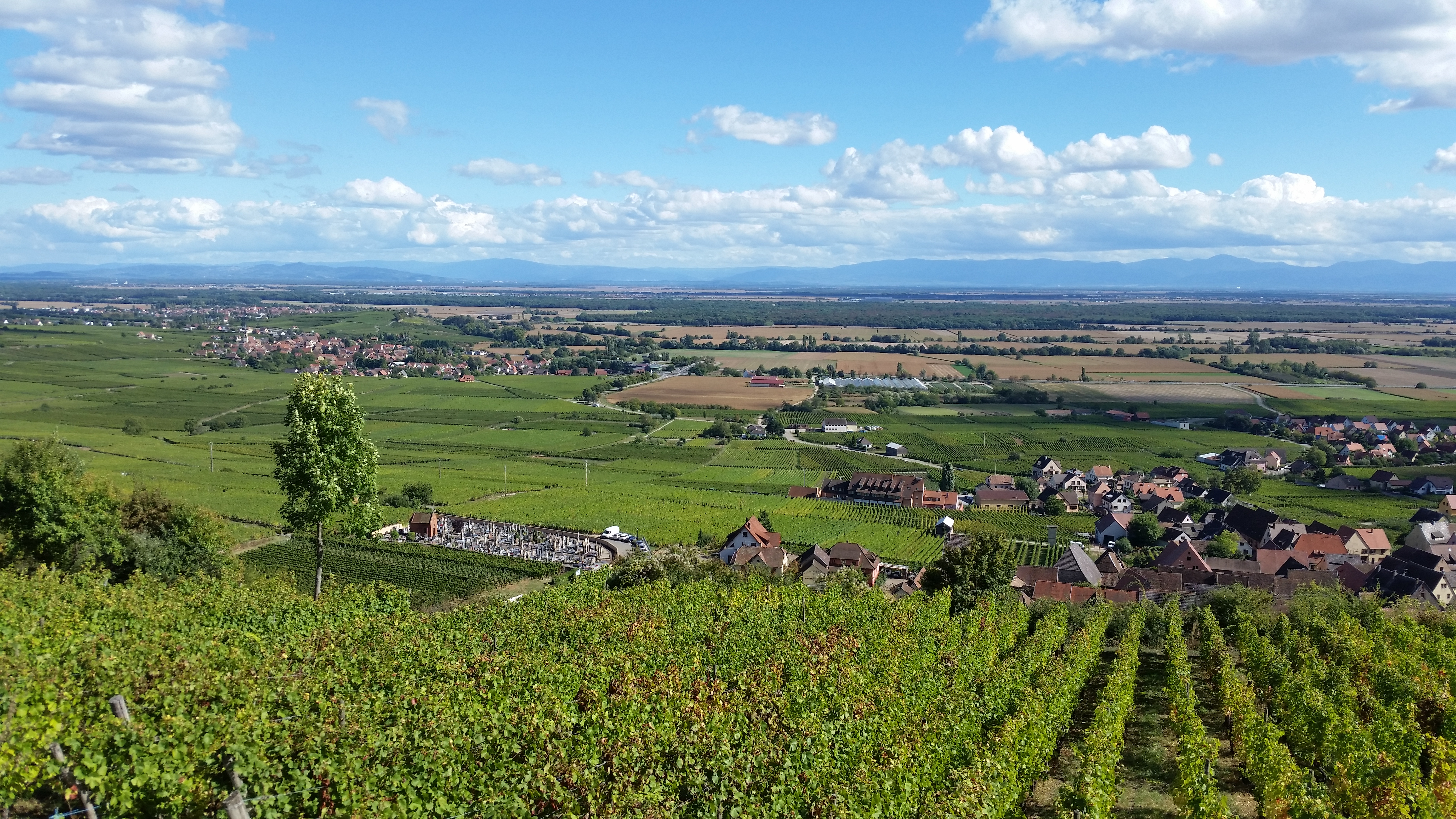
Blick von Gueberschwihr über das Grand Ried. Am Horizont der Schwarzwald.

- Im Westen wird das Landschaftsbild von den Vogesen dominiert, die von den breiten Tälern der Illzuflüsse durchzogen sind. Hier findet man Hochweiden (Hautes Chaumes), die sich mit Wäldern abwechseln. Der Große Belchen (Grand Ballon) ist mit 1424 m der höchste Gipfel im Elsass und in den Vogesen. In Frankreich werden auch die Gebiete nördlich der Zaberner Senke zu den Vogesen gezählt (Vosges du Nord), sie bilden aber eine naturräumliche Einheit mit dem Pfälzerwald.
- Zwischen Ebene und Vogesen vermittelt (analog zum westlichen Schwarzwaldrand) eine schmale Vorbergzone. Typisch für dieses „Piemont der Vogesen“ ist der Weinanbau.
- Ganz im Süden hat das Elsass auch noch Anteil am Jura (Pfirter Jura).

## Wappen
Blasonierung: In Rot ein weißer Schrägrechtsbalken mit einem Lilienmäander und drei goldenen Kronen beidseitig nach dem Balken gelegt.

## Geschichte

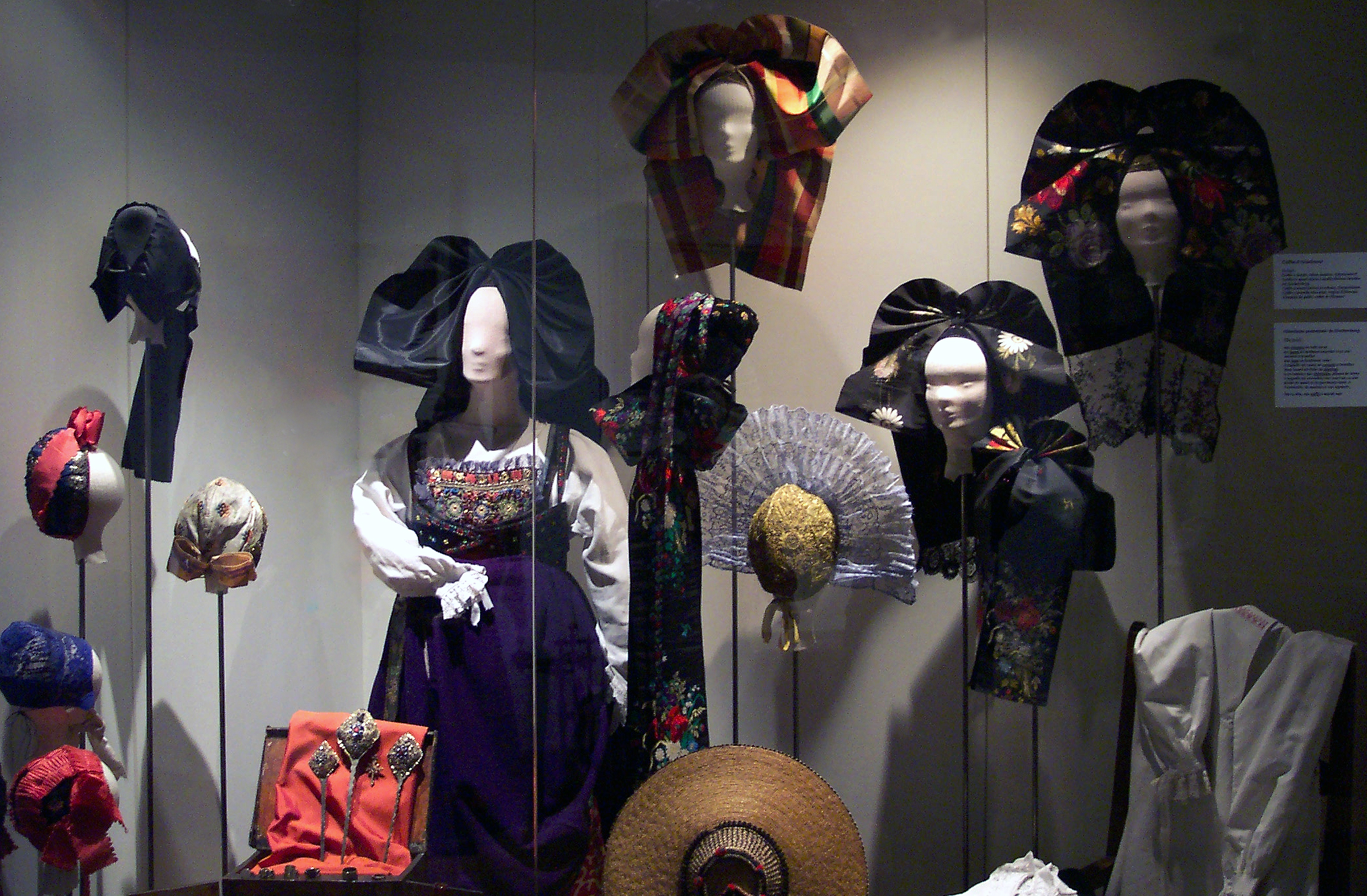
Traditionelle Kopfbedeckungen für Frauen im Elsässischen Museum in Straßburg

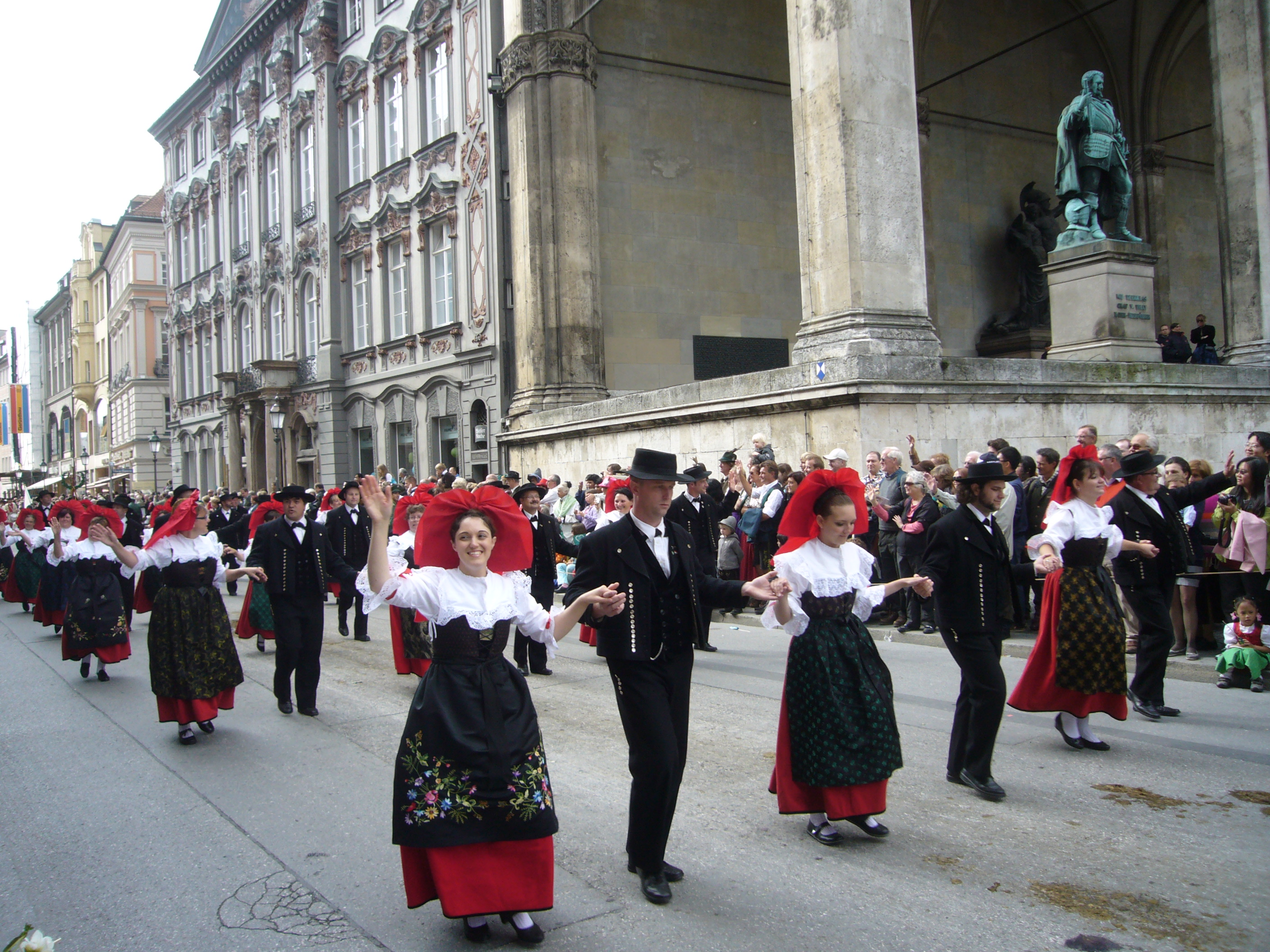
Elsässer Tracht aus Geispolsheim (Umzug vorbei an der Feldherrnhalle am Odeonsplatz in München)

### Vor- und Frühgeschichte bis 58/52 v. Chr.
Die heutige Region Elsass wurde etwa vor mindestens 700.000 Jahren erstmals von Menschen, vor etwa 50.000 Jahren vom Homo sapiens besiedelt. Die neolithische Revolution hielt im 6. Jahrtausend v. Chr. Einzug. Erste Funde, die auf eine politische Oberschicht hindeuten, wurden auf etwa 2000 v. Chr. datiert. Für die etwa 550-jährige keltische Zeit, die im Elsass von etwa 600 bis 58/52 v. Chr. dauerte, vermutet man das Vorherrschen kleiner Territorien.

### Römische Zeit 58/52 v. Chr. bis 476 n. Chr.
Mit der Eroberung Galliens durch Caesar zwischen 58 und 52 v. Chr. kam auch das Elsass zum römischen Herrschaftsgebiet, bei dem es bis zum Ende des Weströmischen Reiches um die Mitte des 5. Jahrhunderts verblieb. In diesen etwa 500 Jahren war der Rhein anfangs und wieder seit dem 3. Jahrhundert römische Reichsgrenze. Es entwickelte sich eine gallorömische Bevölkerung, die seit dem 1. Jahrhundert n. Chr. auch erste germanische Gruppen assimilierte, ebenso wie die seit etwa 350 dauerhaft siedelnden Alamannen. Letztere entwickelten nur im heutigen Sundgau eine Art vorstaatlicher (und vorfränkischer) Eigenständigkeit.
Anfangs standen die eroberten Gebiete unter Militärverwaltung. Im Jahre 89 oder 90 wurde die Provinz Germania superior (Obergermanien) gegründet, zu der auch das heutige Elsass kam. Im Zuge der diokletianischen Reichsreform wurde das südliche Elsass 297 der Provinz Maxima Sequanorum, das nördliche der Provinz Germania prima (Germania I) zugewiesen. Die dabei gezogene Provinzgrenze entspricht weitestgehend den späteren bzw. heutigen Grenzen zwischen Sundgau, Oberelsass und Haut-Rhin auf der einen und Nordgau, Unterelsass und Bas-Rhin auf der anderen Seite.

### Interimszeit
Nach dem Abzug der römischen Truppen um 476 kam das Elsass vermutlich zusammen mit Alemannien unter ostgotisches Protektorat. Bereits etwa zwei Dekaden später, um 496, wurden Elsass und Alemannien Teil des Fränkischen Reiches. Hierin zählte das Elsass zum bis ins 7. Jahrhundert bestehenden Herzogtum Alemannien. Danach existierte bis zur Mitte des 8. Jahrhunderts unter den Etichonen ein elsässisches Herzogtum.

### Fränkisches Reich 511–925

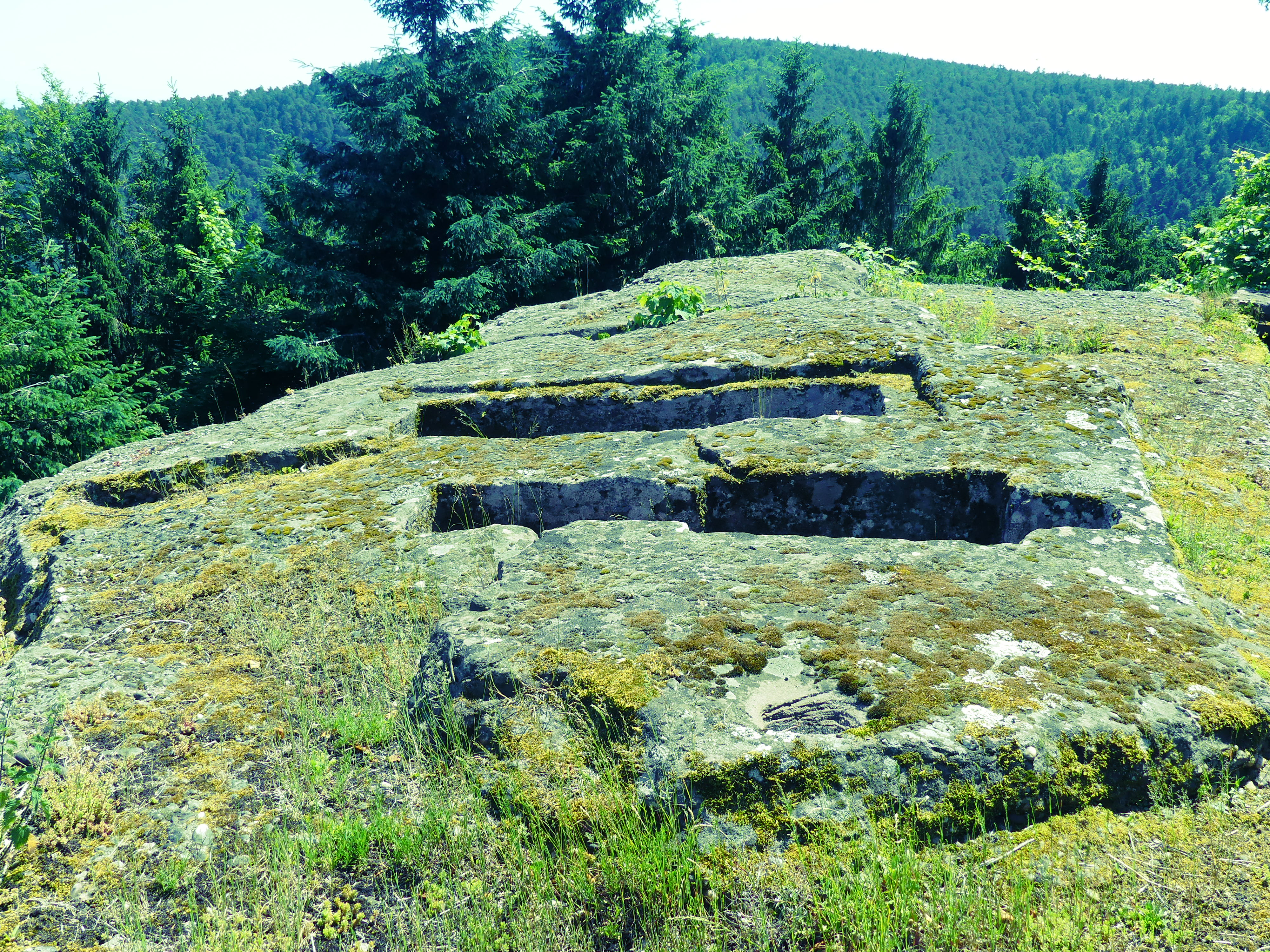
Allitona

In fränkischer Zeit, von etwa 500 an, erfolgte eine starke Zuwanderung germanischer Siedler, die die gallorömische Bevölkerung nach und nach überwogen. Auf diese Zeit geht der Name „Elsass“ zurück, dazu oben Näheres. Straßburg, seit 614 Bischofssitz, war neben Basel und Speyer die wichtigste Stadt der Region.
In der Folge der fränkischen Reichsteilungen wechselte das Elsass zwischen 842 und 925 viermal die überregionale politische Zuordnung: 842 zum Mittelfränkischen Reich, 870 zum Ostfrankenreich, 913 zum Westfrankenreich und schließlich 925 wieder zum Ostfrankenreich. Aus diesem wurde langsam der Staatenbund des Heiligen Römischen Reiches, als dessen Teil die meisten der sich entwickelnden elsässischen Regionen und Kleinstaaten bis ins 17. Jahrhundert angesehen wurden. Straßburg entwickelte sich zur zweitgrößten Stadt im Ostfrankenreich (nach Köln).

### Heiliges Römisches Reich 925–1648
Wieder beim Ostfrankenreich (925) spielte das Elsass anfangs eine politische Sonderrolle, bildete aber spätestens 988 bis 1254 einen Teil des Herzogtums Schwaben. Zwischen dem Ende des 8. und der Mitte des 10. Jahrhunderts wurden als Verwaltungsbezirke die zwei Grafschaften Nordgau und Sundgau eingerichtet. Dabei wurden die bisher zum Elsass gehörenden Juragebiete (südlich bis zur Aare) abgetrennt.
Vor allem durch das Ende der Staufer 1254 und die damit verbundene Quasi-Auflösung ihres Herzogtums Schwaben, aber auch aufgrund des langsamen allgemeinen Zerfalls der Zentralgewalt im Reich bildeten sich viele verschiedene politische Herrschaften heraus. Diese wurden schnell zu den eigentlichen Trägern der wichtigsten politischen Regierungsgewalten. Sie agierten unter dem Dach des Reiches, seit dem 17. Jahrhundert unter dem des Königreichs Frankreich, und waren in sehr unterschiedlichem Maße an das Reich bzw. an Frankreich gebunden. Regionale politische Institutionen waren die Landstände und die Reichskreise, in der französischen Zeit Intendance, Gouverneur und Conseil souverain.
Zu den wichtigsten Mächten des Elsass dieser Zeit kann man die Fürstenhäuser Habsburg (nur bis 1648), Hanau-Lichtenberg, Württemberg und Rappoltstein, die Stadt Straßburg und die Städte des Zehnstädtebunds, die weltlichen Herrschaften der Bistümer Straßburg und Basel, die Fürstabtei Murbach sowie die Besitzungen der Unterelsässischen Ritterschaft rechnen. Die Reichsstadt Mülhausen schloss sich 1515 als Zugewandter Ort der älteren Schweizer Eidgenossenschaft an und blieb damit eines der wenigen Gebilde ohne französische landesherrliche Rechte (bis 1798).

### Französisches Königreich 1648–1789
Zwischen 1633 und 1681 übernahm das Königreich Frankreich nach und nach, teils durch Verträge (de jure), teils durch Annexion (de facto), in den meisten elsässischen Regionen die Landesherrschaft, meist aber nicht die unterhalb der Ebene der Landesherrschaft liegenden Rechte. Habsburg hingegen trat im Westfälischen Frieden 1648 all seine elsässischen Rechte und Besitzungen ab. Die Annexionen (zuletzt Straßburg 1681) führte Frankreich vor allem im Rahmen seiner sogenannten Reunionspolitik durch. Aufgrund der Friedensschlüsse von Rijswijk 1697 und Rastatt 1714 übernahm das Königreich Frankreich nun auch de jure die politische Gewalt in den annektierten Gebieten.
Die neu gewonnenen Gebiete zog Frankreich jedoch nicht zum eigenen Zollgebiet – die französische Zollgrenze verlief weiterhin über die Vogesen. Viele Herrschaften standen nur unter französischer Oberhoheit, manche von ihnen konnten weiterhin mehr oder weniger autonom und selbstverwaltet agieren.
Die Verbindung von einheitlicher Oberherrschaft und dem Verbleib beim überkommenen Zoll- und Wirtschaftsraum waren wichtige Faktoren der kulturellen und wirtschaftlichen Blütezeit, die das Elsass zwischen 1648 und 1789 erlebte. Das Französische verbreitete sich in Europa, und noch deutlich stärker im Elsass, als Verwaltungs-, Handels- und Diplomatensprache innerhalb der städtischen und ländlichen Eliten. Ansonsten blieben die alemannischen (und romanischen) Dialekte im Elsass und die deutsche Sprache erhalten; an der Universität Straßburg beispielsweise wurde nach wie vor auf Deutsch gelehrt.

### Revolutionszeit und napoleonische Zeit 1789–1815
Zu Beginn der französischen Revolution wurden 1789 im Zuge der Vereinheitlichung und Zentralisierung Frankreichs die überkommenen Rechte der elsässischen Herrschaften aufgelöst und die beiden Départements Haut-Rhin und Bas-Rhin gegründet. Ende 1797 kam es zur schrittweisen Einführung französischer Institutionen sowie der Gewerbefreiheit. Die Aufhebung der Feudalrechte, Religionsfreiheit, die Gleichheit aller vor dem Gesetz und vor der Steuer sowie die Zivilehe formten die Gesellschaft viel grundlegender um, als es den rheinischen Revolutionsanhängern zur Zeit der Mainzer Republik von 1792/1793 gelungen war. 1798 trat Mülhausen der französischen Republik bei.
Ab 1802 erfolgte im Zuge des Friedens von Lunéville (1801) die vollständige Integration der linksrheinischen Gebiete in die Französische Republik.
Die Eingliederung in den französischen Staat wurde ab 1806 durch Napoleons Kirchenpolitik und die Abschaffung des Revolutionskalenders, der 1793 vom Nationalkonvent eingeführt worden war, erleichtert. Ab 1810 wurden französische Straßennamen eingeführt.
Der zweite Frieden von Paris 1815 legte schließlich die bis heute gültigen französischen Außengrenzen fest (Landau und weitere kleinere Gebiete im Nordelsass kamen zu Bayern).

### Reichsland Elsaß-Lothringen 1871–1918

#### Annexion von 1871

Reichsland Elsaß-Lothringen (1871 bis 1918)

Territoriale Entwicklung der Departements Elsass und Lothringen vor und nach dem Deutschen Kaiserreich (1871–1918)

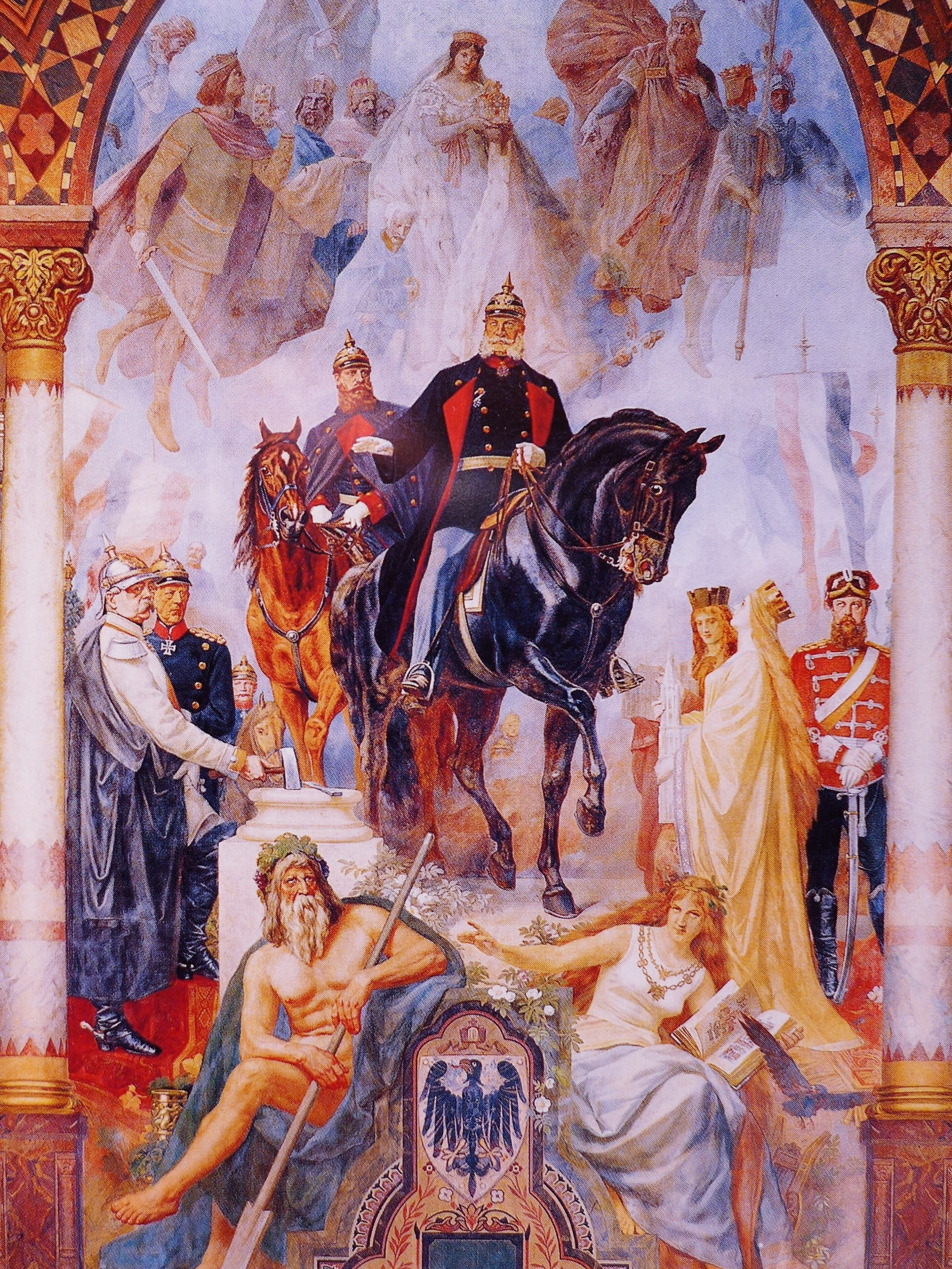
Hermann Wislicenus (1825–1899): Rechts: Alsatia (Elsass) mit dem Straßburger Münster und Lotharingia (Lothringen) mit dem Metzer Dom huldigen Kaiser Wilhelm I. (Kaisersaal der Goslarer Kaiserpfalz, Zentralgemälde Die Wiedererstehung des Deutschen Reiches 1871 aus dem Jahr 1882)

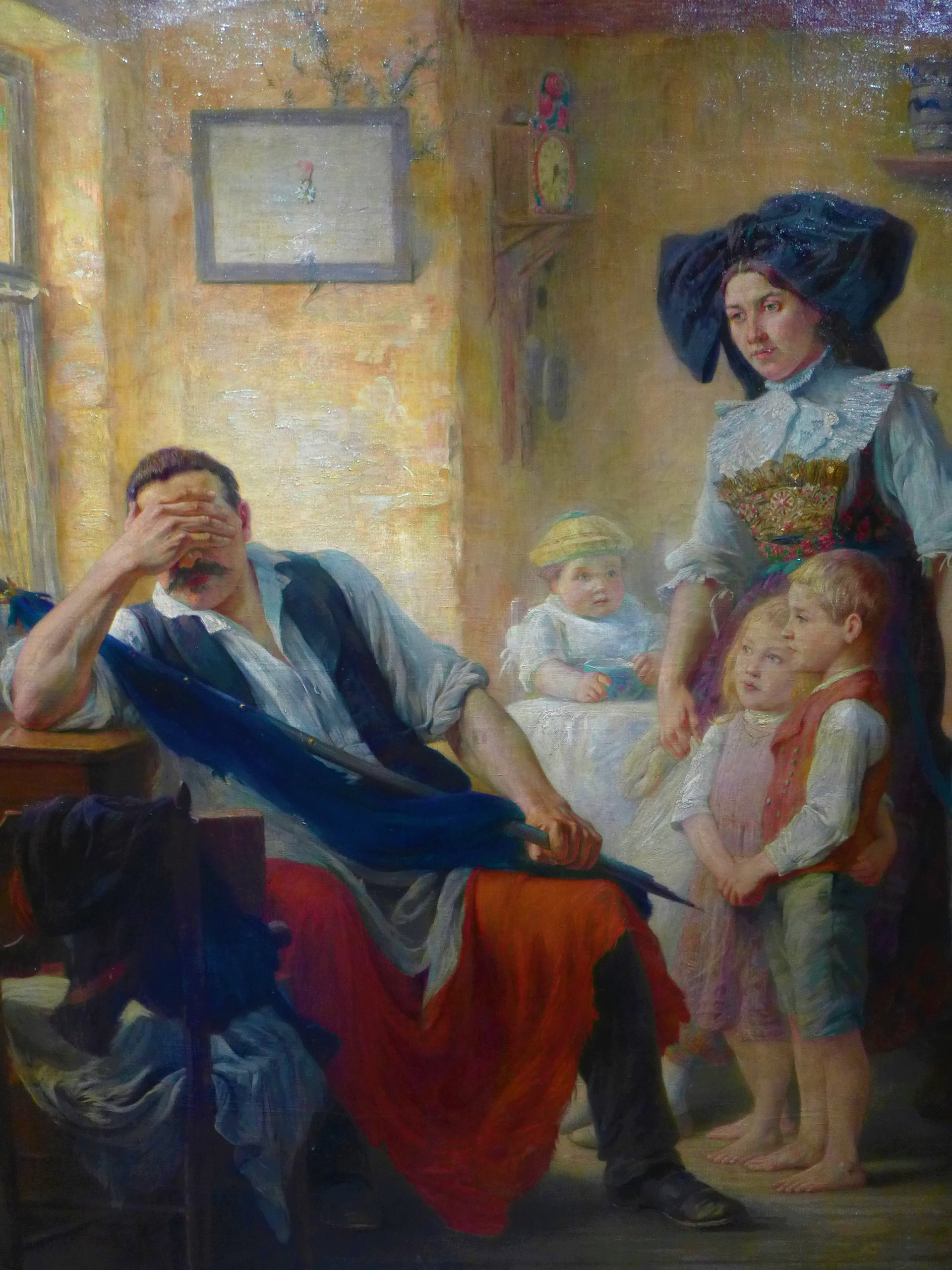
Albert Bettannier (1851–1932): Les annexés en Alsace (Die elsässischen Annektierten), 1911, Dépot du Musée de la Cour d’Or Metz Metropole, Museum des deutsch-französischen Krieges von 1870/71 und der Annexions-Zeit in Gravelotte

Als Folge des zwischen Frankreich und Preußen unter Beteiligung der süddeutschen Staaten geführten Krieges 1870–1871 wurden im Frankfurter Frieden von 1871 Teile Ostfrankreichs, der überwiegende Teil der beiden elsässischen Départements und ungefähr das nordöstliche Viertel des benachbarten Lothringen zum sogenannten „Reichsland Elsaß-Lothringen“ formiert und an das (1871 während des Krieges gegründete und von Preußen angeführte) Deutsche Kaiserreich abgetreten. Innerhalb des bundesstaatlich organisierten Deutschen Reiches bildeten die abgetretenen Gebiete zunächst kein den anderen Teilstaaten gleichrangiges Gebiet, sondern wurden von Behörden des Reichs und Preußens verwaltet. Erst 1911 wurde Elsass-Lothringen den übrigen deutschen Bundesstaaten gleichgestellt.
Innerhalb der neuen Gebietsgrenzen des Elsass sprachen 94 % der Einwohner Deutsch und 6 % Französisch als Muttersprache. Aus primär außenpolitischen Gründen hatte Otto von Bismarck eine Grenzziehung bevorzugt, die sich im Wesentlichen an der deutsch-französischen Sprachgrenze orientierte. Dies sollte die internationale Akzeptanz der neuen Grenzziehung erhöhen und französischen Revisionswünschen entgegenwirken. Die preußischen Militärs befürworteten diesen Verlauf mit geringen Anpassungen ebenfalls, um im Süden eine möglichst kurze Grenzlinie zwischen Vogesen und Jura zu erreichen. Daher wurde der südwestlichste Teil des Départements Haut-Rhin bzw. der elsässischen Region Sundgau mit Belfort und Umgebung, der ausschließlich französischsprachige Orte umfasste, abgetrennt und verblieb als neues Département Territoire de Belfort bei Frankreich. Nur drei französischsprachige Ortschaften im Umfeld des Ortes Montreux-Vieux (dt. Altmünsterol) kamen aufgrund des Verlaufs der Bahnstrecke Paris–Mulhouse und der Lage des Grenzbahnhofes Altmünsterol zum Deutschen Reich. Auch im Raum Schirmeck wurde ein Gebiet mit einer (erst seit der französischen Neubesiedlung nach dem Dreißigjährigen Krieg) ganz oder teilweise französischsprachigen Bevölkerung östlich des Vogesenkamms in das Deutsche Reich einbezogen.
Der Frankfurter Friede beinhaltete auch die sogenannte „Option“: Bis zum Oktober 1872 konnten die Einwohner des neuen Landes Elsass-Lothringen entscheiden, ob sie bleiben oder lieber Staatsbürger Frankreichs werden wollten, welchletztere Entscheidung bedeutete, Elsass-Lothringen verlassen zu müssen. Für etwa ein Zehntel der Bevölkerung Elsass-Lothringens, ungefähr 161.000 Menschen, wurden Optionen bei den Behörden abgegeben, etwa 50.000 Bürger nahmen sie letztendlich wahr. Französischsprachige Gemeinden und Familien Elsass-Lothringens sahen sich ähnlich wie die polnischsprachigen Regionen Preußens Germanisierungs- und Assimilationsversuchen ausgesetzt. Nur teilweise blieb dort das Französische Schul- und Amtssprache.

### Frankreich Zwischenkriegszeit 1918–1940

#### Sonderstatus seit Ende des Ersten Weltkriegs
Nach dem Ersten Weltkrieg wurde im Versailler Vertrag festgelegt, dass das 1871 abgetretene Gebiet wieder Frankreich angegliedert wurde. Das Territoire de Belfort, das bis 1871 Teil des nun wiedererrichteten Département Haut-Rhin gewesen war, wurde nicht wieder mit diesem vereinigt. Das politische Leben formierte sich weitgehend anhand der Muster aus der Vorkriegszeit. Neben nun zwei liberalen Parteien gründete sich die Elsaß-Lothringische Zentrumspartei neu als Union Populaire Républicaine (UPR).
Die französische Sprache wurde als verbindliche Amts- und Schulsprache eingeführt. Die reichsdeutschen Beamten und nach 1871 Zugezogene und deren Nachfahren (insgesamt 300.000 Menschen) mussten das Elsass verlassen. Wer die deutsche „Option“ ausübte, wurde als preußischer Staatsbürger eingebürgert (eine einheitliche deutsche Staatsbürgerschaft gibt es erst seit 1934). Im Gegenzug kehrten viele ältere Menschen zurück, die 1871 nach Frankreich gezogen waren.
Die Euphorie nach der Wiedervereinigung mit Frankreich dauerte nicht lange und wurde durch Bitterkeit, Entfremdung und Frustration ersetzt, welche zu einer Autonomie-Bewegung führten. Einer der Gründe war die Sprache. Von den 1.874.000 Einwohnern Elsass-Lothringens waren 1.634.000 als deutsche Muttersprachler registriert, wobei in „Deutsch-Lothringen“ der moselfränkische und im Elsass der alemannische Dialekt vorherrschte. Die sich vor diesem Hintergrund entwickelnden Ideen und Bestrebungen nach einer regionalen Autonomie innerhalb Frankreichs hatten keinen Erfolg, und der 1918 gegründete Elsass-Lothringische Nationalrat löste sich bald wieder auf. Auch das 1919 gebildete Generalkommissariat verlor schnell an Bedeutung. Nach 1924 entstand eine Autonomiebewegung, die zuerst konfessionelle, dann eher kulturelle (auch sprachliche) Autonomie einforderte und 1927 in der Gründung der Autonomistischen Landespartei mündete. Nach dem sogenannten „Komplott-Prozess“ von Colmar (die vier Verurteilten wurden nach zwei Monaten begnadigt) entstand das parteiübergreifende Bündnis „Heimatrechtliche Volksfront“, deren Vertreter – insbesondere Charles Hueber – 1929 in Colmar und Straßburg zum Bürgermeister gewählt wurden. Aufgrund der Sympathien der Autonomistischen Landespartei für die NSDAP zerbrach das Bündnis 1933 durch den Austritt der UPR.

### Reichsanschluss im Zweiten Weltkrieg 1940–1945
Mit dem Abschluss des Westfeldzugs 1940 besetzte zunächst die deutsche Wehrmacht das Elsass, unterstellte es einer reichsdeutschen „Zivilverwaltung“ und schloss es mit dem Gau Baden zum neuen Gau Baden-Elsass zusammen. Durch die Annexion (de facto) übernahm der NS-Staat die Landesherrschaft; zur offiziellen Abtretung des Gebietes durch Verträge (de jure) mit Frankreich kam es aufgrund des weiteren Kriegsgeschehens aber nicht mehr. Robert Wagner, der Gauleiter von Baden und Chef der Zivilverwaltung im Elsass, betrieb unabhängig von der Muttersprache eine gewaltsame Germanisierungspolitik, bei der 45.000 Menschen aus dem Elsass verwiesen bzw. deportiert wurden. Von den etwa 130.000 zwischen 1942 und 1944 als Volksdeutsche in die Wehrmacht und die Waffen-SS rekrutierten Elsässern und Lothringern (darunter auch viele Freiwillige) kamen etwa 42.500 ums Leben. Die meisten der im Elsass Malgré-nous (sinngemäß: gegen unseren Willen) genannten Soldaten waren an der Ostfront eingesetzt worden. Zuvor waren viele Elsässer von der französischen Armee rekrutiert worden, es gab jedoch auch elsässische Freiwillige der Waffen-SS. So wurden 14 Elsässer für die Teilnahme am Massaker von Oradour verurteilt, an der die 3. Kompanie des SS-Panzergrenadier-Regiment 4 „Der Führer“ der 2. SS-Panzer-Division „Das Reich“ beteiligt war. Wenige Elsässer gehörten dem französischen Widerstand (Résistance) an. In einer Offensive vom 12. November bis zum 19. Dezember 1944 rückten US-Truppen unter Beteiligung der neuformierten französischen 1re Armée in weite Teile des Elsass ein und eroberten es für Frankreich zurück. Einige Teile des Nordelsass kamen erst im März 1945 durch die Operation Undertone unter ihre Kontrolle.

### Modellregion seit 1945 für deutsch-französische und europäische Annäherung
Nach Kriegsende ging die französische Verwaltung dazu über, die Region ähnlich wie schon in der Zwischenkriegszeit an die französische Sprache und Kultur zu assimilieren, Deutsch oder Elsässisch zu sprechen war nun in der Öffentlichkeit verpönt und an Schulen bis in die 1970er Jahre nicht erlaubt.
1949 erhielt der neu gegründete Europarat seinen Sitz in Straßburg; er begründete die „europäische Tradition“ des Elsass. 1972 schuf Frankreich als Gebietskörperschaften 21 Regionen. Die beiden Départements am Rhein (Haut-Rhin und Bas-Rhin) bilden seitdem bis 2015 die „Region Elsass“ (Région Alsace). Die Regionshauptstadt Straßburg wurde 1979 zum Tagungsort des europäischen Parlaments gewählt, was das Elsass zusammen mit dem Benelux zu einer Kernregion der Europäischen Union macht. Zunächst tagte das Europäische Parlament im Sitzungssaal (hémicycle) des Europarates; 1999 siedelte es in ein eigenes Gebäude über.
Die Proteste gegen das Kernkraftwerk Fessenheim (bei Freiburg im Breisgau) und das geplante Kernkraftwerk bei Wyhl am Kaiserstuhl in der zweiten Hälfte der 1970er Jahre gelten als Geburtsstunde der deutschen wie der französischen Ökologiebewegung. In dieser Zeit entwickelte sich auch wieder eine Autonomiebewegung mit Forderung nach Erhalt der Zweisprachigkeit, die allerdings (auch weil alles Deutsche lange Zeit durch die Erinnerung an die Zeit des Nationalsozialismus belastet war) nur geringe Erfolge erzielte.
In den 1980er Jahren zahlte die deutsche Bundesregierung eine finanzielle Entschädigung für die während des Zweiten Weltkriegs in die Wehrmacht eingezogenen Elsässer, durchschnittlich etwas mehr als 3.000 DM pro Berechtigtem.
Seit 1945 wurde die elsässische Sprache und Kultur von amtlicher und politischer Seite marginalisiert, so dass ein großer Teil der Bevölkerung zu Französisch als Standardsprache überging: Schon in der Zwischenkriegszeit war die städtische Bourgeoisie französischsprachig, die Arbeiterschaft und die ländliche Bevölkerung folgten später. Durch den Strukturwandel in der Landwirtschaft, Verstädterung und Einwanderungen aus anderen Teilen Frankreichs sowie aus dem Maghreb, Italien, Portugal und der Türkei veränderte sich außerdem die Zusammensetzung der Bevölkerung. Während noch 1946 91 % der Bevölkerung angaben, Elsässisch zu sprechen, waren es 1997 noch 63 % und 2022 nur noch 43 %. Amtssprache im Elsass ist heute ausschließlich Französisch. Kenntnisse der autochthonen alemannischen Dialekte (zusammengefasst im Begriff Elsässisch) oder des Hochdeutschen sind daher rückläufig und vorwiegend noch bei älteren Menschen zu finden. Näheres im Abschnitt Kultur.
Enge wirtschaftliche Verflechtungen zu Nachbarregionen finden sich vor allem innerhalb der Regio Basiliensis sowie im Großraum Straßburg-Kehl, die Zahl der Grenzpendler und der grenzüberschreitende Einkaufs- und Tagestourismus sind hier in den letzten Jahren stark angestiegen. Deshalb gibt es inzwischen an der gesamten Ostgrenze des Elsass zunehmende wirtschaftliche und verkehrsmäßige Verflechtungen, die – im Rahmen der deutsch-französischen Beziehungen – seit den 1970er Jahren zur Intensivierung der grenzüberschreitenden Zusammenarbeit an Oberrhein beigetragen haben.
Zum 1. Januar 2016 wurde die bisherige Region Elsass mit den Regionen Lothringen und Champagne-Ardenne zur Region Grand Est fusioniert, was zu Protesten in der Bevölkerung führte. Die französische Nationalversammlung beschloss 2019 die Schaffung der Collectivité Européenne, in der die beiden Départements des Elsass ab 2021 zusammengefasst wurden (s. o.).

## Städte
Die bevölkerungsreichsten Städte im Elsass sind:
| Stadt                                          | Einwohner (Jahr) | Département |
| ---------------------------------------------- | ---------------- | ----------- |
| Straßburg (Strasbourg)                         | 291.313 (2021)   | Bas-Rhin    |
| Mülhausen (Mulhouse)                           | 104.924 (2022)   | Haut-Rhin   |
| Colmar                                         | 067.360 (2022)   | Haut-Rhin   |
| Hagenau (Haguenau)                             | 035.715 (2021)   | Bas-Rhin    |
| Schiltigheim                                   | 034.129 (2021)   | Bas-Rhin    |
| Illkirch-Grafenstaden (Illkirch-Graffenstaden) | 027.118 (2021)   | Bas-Rhin    |
| Saint-Louis                                    | 022.530 (2022)   | Haut-Rhin   |
| Lingolsheim                                    | 020.266 (2021)   | Bas-Rhin    |
| Schlettstadt (Sélestat)                        | 019.300 (2021)   | Bas-Rhin    |
| Bischheim                                      | 017.939 (2021)   | Bas-Rhin    |

## Politik

### Politische Gliederung
Die Region Elsass wurde 1972 geschaffen und im Zuge einer Verwaltungsreform 2016 mit den Regionen Lorraine und Champagne-Ardenne fusioniert, was zu Protestkundgebungen mit fünfstelliger Teilnehmerzahl geführt hat. Die 2021 aufgrund der Proteste geschaffene Europäische Gebietskörperschaft Elsass umfasst dasselbe Gebiet wie die bis 2015 bestehende Region. Sie gliedert sich in zwei Départements:
| Département | Präfektur | ISO 3166-2 | Arrondissements 2015 (bis 2014) | Kantone 2015 (bis 2015) | Gemeinden | Einwohner (Jahr) | Fläche (km²) | Dichte (Einw./km²) |
| ----------- | --------- | ---------- | ------------------------------- | ----------------------- | --------- | ---------------- | ------------ | ------------------ |
| Bas-Rhin    | Straßburg | FR-67      | 5 (7)                           | 23 (44)                 | 527       | 1.152.662 (2021) | 4.755        | 242                |
| Haut-Rhin   | Colmar    | FR-68      | 4 (6)                           | 17 (31)                 | 377       | 767.800 (2022)   | 3.525        | 218                |

Das Elsass hat eine hohe Zahl von Gemeinden, da es in Frankreich – anders als in Deutschland oder in der Schweiz – nie zu nennenswerten Gemeindefusionen kam. Viele Gemeinden haben sich lediglich zu einem Gemeindeverband zusammengeschlossen, an den sie aber nur einige Rechte delegiert haben. Je nach Größe und Status werden sie als Métropole, Communauté urbaine (CU), Communauté d’agglomération (CA) oder Communauté de communes (CC) bezeichnet.
Die Eurométropole de Strasbourg wurde bereits 1966 als Communauté urbaine gegründet und 2015 in die Rechtsform einer Métropole erhoben. Als Eurometropole hat sie auch grenzüberschreitende Kontakte zu knüpfen. Sie umfasst derzeit 33 Gemeinden mit etwa 505.916 Einwohnern.
Im Elsass gibt es zwei Communautés d’agglomération. Die Mulhouse Alsace Agglomération umfasst 32 Gemeinden und 255.000 Bewohner, die Colmar Agglomération 9 Gemeinden und 95.000 Bewohner.
Am 7. April 2013 fand ein Referendum über die Schaffung einer elsässischen Gebietskörperschaft durch Zusammenlegung der Conseil général du Haut-Rhin und Bas Rhin sowie des Conseil régional d’Alsace statt. Das Referendum wurde zwar von einer Mehrheit der Abstimmenden angenommen, jedoch war die Wahlbeteiligung zu gering, so dass es keine Rechtskraft erlangte.
→ Eine Auflistung und Gegenüberstellung französischer und standarddeutscher Versionen elsässischer Ortsnamen findet sich in der Liste deutsch-französischer Ortsnamen im Elsass.

### Regionalverwaltung

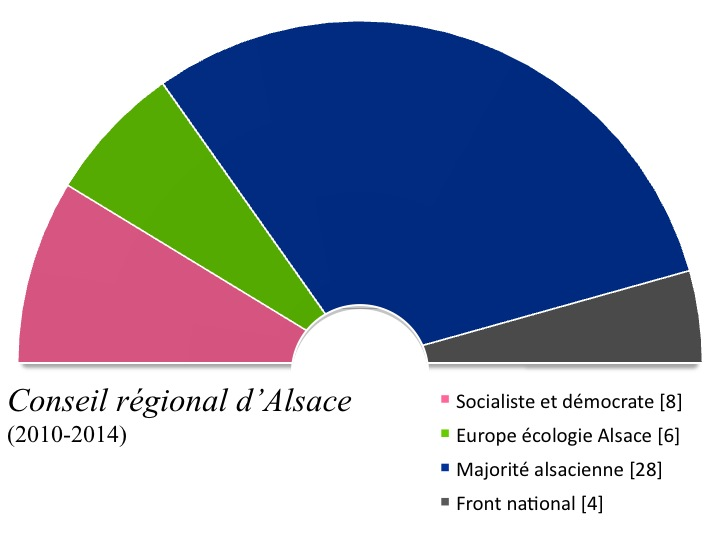
Sitzverteilung im Regionalrat, Periode 2010–14

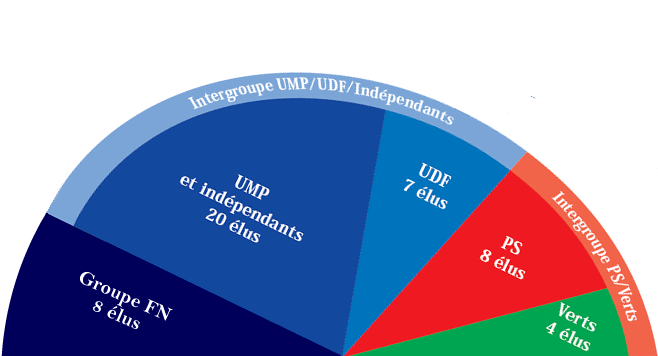
Sitzverteilung im Regionalrat, 2004–10

Regionalregierung und Spitze der Regionalverwaltung war bis 2015 der Conseil Régional d’Alsace, der Regionalrat. Sitz des Regionalrats war Straßburg. Eine Liste der Präsidenten des Regionalrates findet sich hier. Das Elsass ist traditionell bürgerlich-konservativ geprägt und neigt der politischen Rechten zu, zwischen 2010 und 2015 war es die einzige Region, die nicht von einer linken Regierung geführt wurde: Die Regierungspartei UMP und ihre Verbündeten stellten 28 Vertreter im Regionalrat, Sozialisten und Grüne 14, der Front National, der hier lange Zeit eine seiner Hochburgen hatte (siehe unten), inzwischen aber hier nur noch durchschnittliche Wahlergebnisse erzielt, 4.
Parteien mit regionalistischer Ausrichtung sind Alsace d’abord und Unser Land.

### Partnerregionen
Der frühere Regionalrat schloss ein „Abkommen zur internationalen Zusammenarbeit“ (Accord de coopération internationale) mit folgenden Regionen ab:
- Gyeongsangbuk-do, Südkorea
- Jiangsu, China
- Niederschlesien, Polen
- Oberösterreich, Österreich
- Oblast Moskau, Russland
- Québec, Kanada
- Westrumänien, Rumänien

## Wirtschaft
Mit einem Bruttoinlandsprodukt (BIP) von 28.470 Euro pro Einwohner stand das Elsass an zweiter Stelle der Regionen (in alter Form bis 2015) in Frankreich. Im Vergleich mit dem BIP der EU, ausgedrückt in Kaufkraftstandards, erreicht die Region einen Index von 107,2 (EU-25: 100) (2003).
Im Jahr 2002 kamen rund 38,5 % der elsässischen Importe aus Deutschland. Während das Elsass in den 1990er Jahren eine niedrige Arbeitslosigkeit vorweisen konnte, änderte sich dies durch seit 2002 und noch einmal verstärkt durch die Weltfinanzkrise 2007–2008. Im 4. Quartal 2019 lag die Arbeitslosenquote im Bas-Rhin bei 6,8 und im Haut-Rhin bei 7,8 % (nationaler Durchschnitt: 8,1 %). Verursacht wurde dies vor allem durch die wirtschaftlichen Probleme der Industriebetriebe, die etwa ein Viertel der Elsässer beschäftigen. Die elsässische Wirtschaft versucht sich daher umzuorientieren und neue Arbeitsfelder auf dem Dienstleistungssektor und in der Forschung zu erschließen.
Das Elsass ist wirtschaftlich stark international ausgerichtet: An etwa 35 % der Unternehmen im Elsass sind Firmen aus Deutschland, der Schweiz, den USA, Japan und Skandinavien beteiligt. Zahlreiche deutsche Unternehmen wie Adidas, Schaeffler, Merck oder Liebherr unterhalten Niederlassungen oder Produktionsstandorte im Elsass.

### Land- und Forstwirtschaft

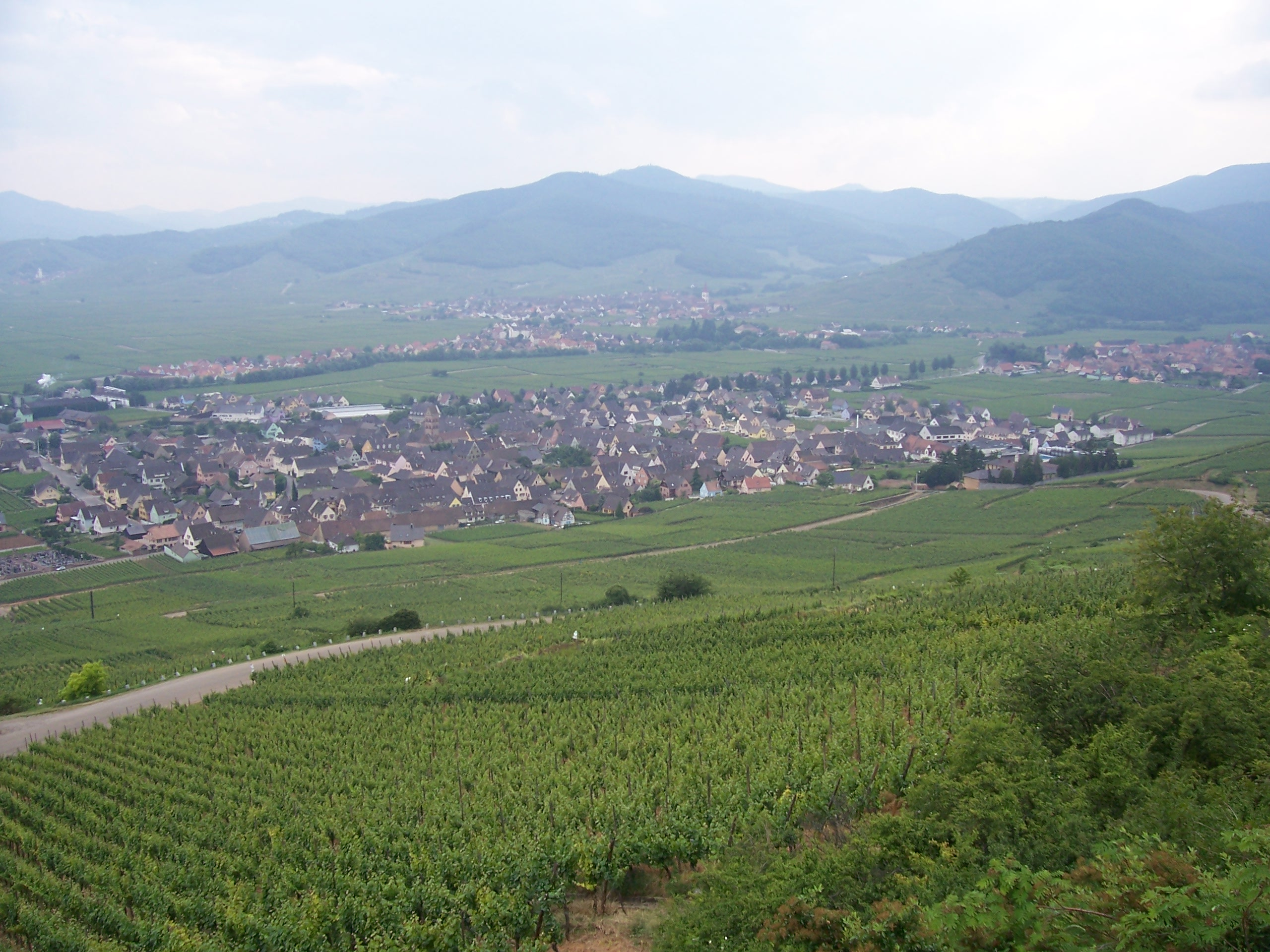
Weinanbau bei Sigolsheim nördlich von Colmar

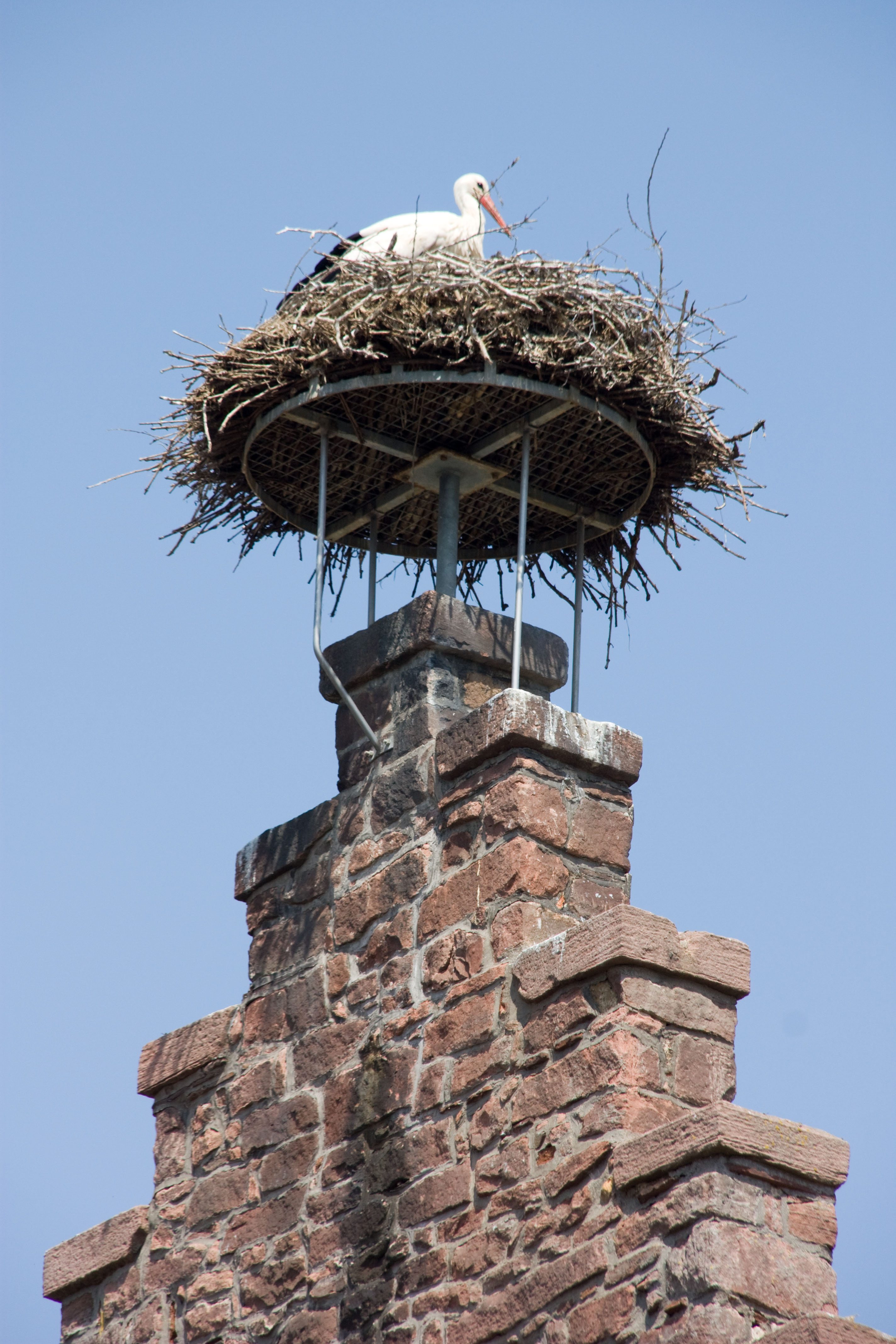
Storch in Ostheim

Der landwirtschaftliche Sektor ist geprägt durch ausgedehnten Weinbau, der vor allem in der Gegend zwischen Schlettstadt und Colmar an der Elsässer Weinstraße betrieben wird. Das Weinbaugebiet Elsass hat AOC-Status. Der Hopfenanbau spielt für das regionale Brauwesen eine Rolle; die Hälfte der französischen Bierproduktion kommt aus dem Elsass, vor allem aus der Gegend von Straßburg wie Schiltigheim und Obernai. Kronenbourg wird seit 1664 in Straßburg gebraut, der Name des Biers leitet sich ab von der Kronenburg bei Marlenheim. Die Waldfläche im Elsass beträgt 312.000 Hektar. Das Elsass ist eines der größten europäischen Anbaugebiete für Weißkohl, der zu Sauerkraut weiterverarbeitet wird. Seit dem Mittelalter spielte auch der Flachsanbau und die Leinenweberei insbesondere in der Gegend um Colmar eine große Rolle. Ein typisch elsässisches Leinengewebe ist der karierte Kelsch.
Als Wahrzeichen des Elsass gilt der Weißstorch, der in vielen Dörfern seine Nester hat. Als Stofftier kann man den Storch in vielen Souvenirläden kaufen. Im nahegelegenen Hunawihr gibt es den NaturOparC, ein Zentrum für die Wiedereinführung von Störchen und Ottern. Dies ist ein 5 Hektar großer Tierpark, der sich für den Schutz der bedrohten lokalen Arten einsetzt, zu denen der Weißstorch gehört.

### Industrie, Bergbau und Rohstoffgewinnung
Im industriellen Sektor ist die Automobilindustrie vorherrschend: Das Stellantis-Werk in Mülhausen produziert mit über 6000 Mitarbeitern täglich mehr als 1000 Fahrzeuge der Baureihen Peugeot 308 III, Peugeot 508 II und DS 7 Crossback. Darüber hinaus produziert Bugatti Automobiles am historischen Standort in Molsheim Supersportwagen der Luxusklasse. Die chemische Industrie verfügt über große Produktionskapazitäten in Ottmarsheim (Borealis, Pec-Rhin) und Chalampé (Butachimie, 35 % der globalen Produktion von Adiponitril). Im Bergbau, der ein Jahrhundert lang rund 560 Millionen Tonnen Kalisalz gefördert hat, arbeiteten noch im Jahr 1950 etwa 13.000 Beschäftigte im Kalirevier. Heute ist der Bergbau nur noch Thema eines Museums bei Wittelsheim. Die erste Förderung von Erdöl auf europäischem Boden war in Pechelbronn im Elsass, entsprechend befindet sich dort das Musée du Pétrole.

### Energiewirtschaft
In der Energiewirtschaft sind die neun, von der EDF betriebenen Wasserkraftwerke am Oberrhein prägend, die im Jahr durchschnittlich mehr als 7 Milliarden kWh elektrische Energie liefern. Bis Mitte 2020 war das Kernkraftwerk Fessenheim in Betrieb. Im letzten vollständigen Betriebsjahr vor der Stilllegung (2019) produzierte es 12,3 Milliarden kWh elektrische Energie. Bis zur Stilllegung 2011 verarbeitete die Raffinerie Reichstett bei Straßburg Rohöl aus der bis ins Elsass reichenden Südeuropäischen Pipeline.

### Biotechnologie
Die Unternehmen der Biotechnologie und deren Forschungseinrichtungen sind im grenzübergreifenden Verband Biovalley vernetzt.

### Tourismus
Im Jahr 2018 verzeichnete das Elsass 23 Millionen Besucher, davon waren 15 Millionen Übernachtungsgäste und 8 Millionen Tagestouristen.

## Verkehr

### Straßennetz

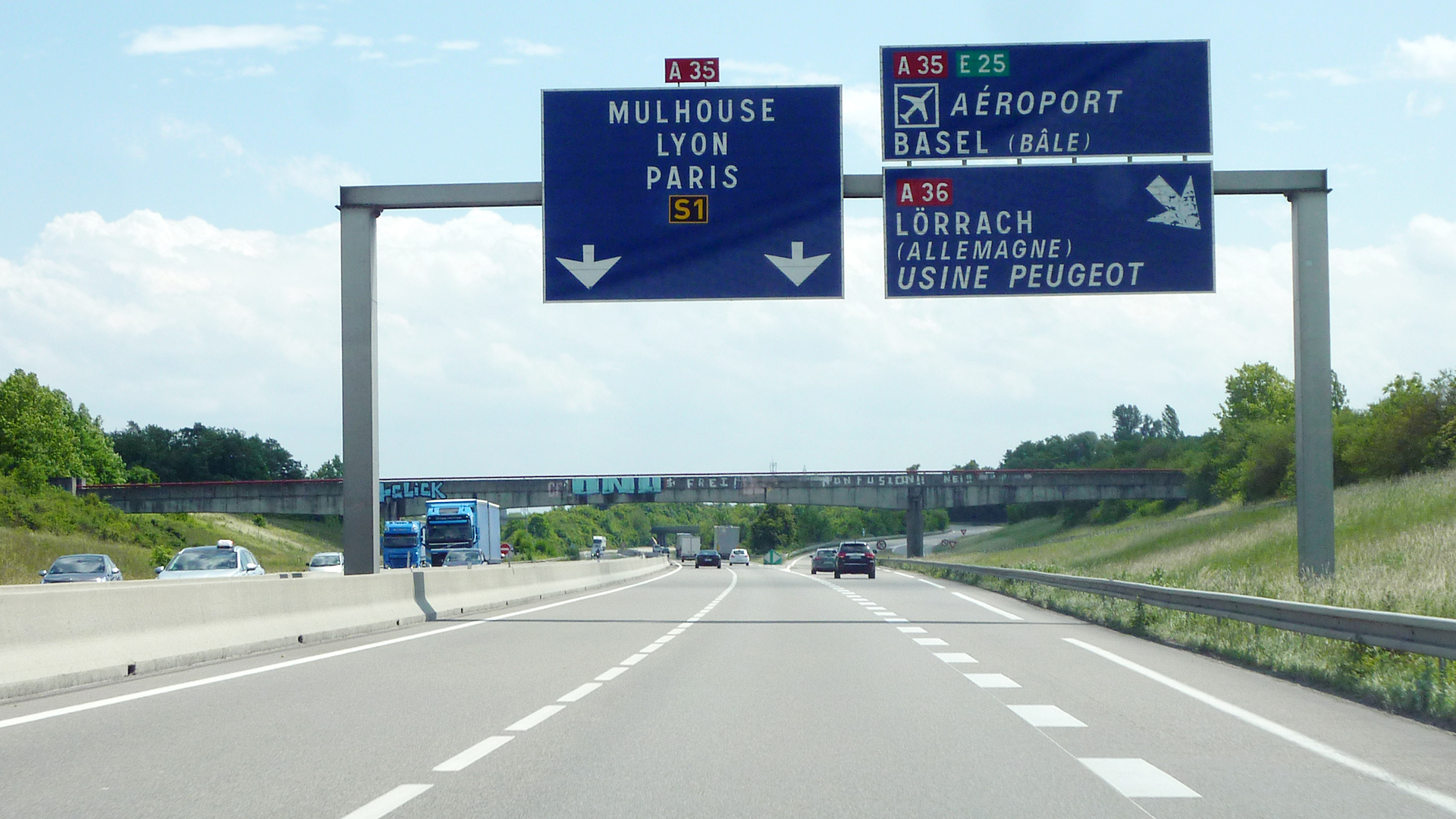
Die A 35 bei Mülhausen

Die wichtigste Straßenverbindung im Elsass ist die mautfreie Autobahn A 35, sie ist die Nord-Süd-Verbindung von Lauterbourg bis Saint-Louis bei Basel. Südlich von Straßburg verläuft die A 35 auf einer kurzen Strecke als Nationalstraße, wobei geplant ist, diese Lücke zu schließen.
Die vielbefahrene A 4 führt von Straßburg nach Saverne und weiter bis Paris. Sie ist ab der Mautstelle bei Hochfelden (20 km nordwestlich von Straßburg) mautpflichtig. Die A 36 führt von der deutschen A 5 vom Autobahndreieck Neuenburg aus nach Westen in Richtung Paris/Lyon und wird ab der Mautstelle bei Burnhaupt-le-Haut mautpflichtig.
In den 1970er und 1980er Jahren wurden die Autobahnen in Transitstrecken und in Ausfallstraßen für die großen Ballungsgebiete umgewandelt. Seitdem fließt der Durchgangsverkehr auf zwei bis drei Fahrspuren in 1 km Entfernung um Straßburg und in 1,5 km Entfernung um Mülhausen herum. Die hohe Verkehrsdichte verursacht starke Umweltbelastungen, das gilt vor allem auf der A 35 bei Straßburg mit 170.000 Fahrzeugen pro Tag (Stand: 2002). Auch der starke Stadtverkehr auf der A 36 bei Mülhausen hat regelmäßig Verkehrsbehinderungen zur Folge. Dies konnte nur vorübergehend durch den Ausbau auf drei Fahrspuren pro Richtung vermindert werden.
Um den Nord-Süd-Durchgangsverkehr aufzunehmen und Straßburg zu entlasten, verläuft seit 2021 die mautpflichtige Autobahn A355 westlich der Stadt. Diese Trasse verbindet das Autobahndreieck bei Hœrdt im Norden mit Innenheim im Süden.
Hinzu kommt wegen der Einführung der Lkw-Maut in Deutschland 2005 eine erhebliche Zunahme des zuvor über die deutsche A 5 gefahrenen Lastverkehrs auf die parallel verlaufende und mautfreie elsässische Autobahn. Daher forderte Anfang 2005 Adrien Zeller, der damalige Präsident der Région Alsace, die Ausweitung des deutschen Mautsystems Toll Collect auf die elsässische Strecke.

### Schienennetz

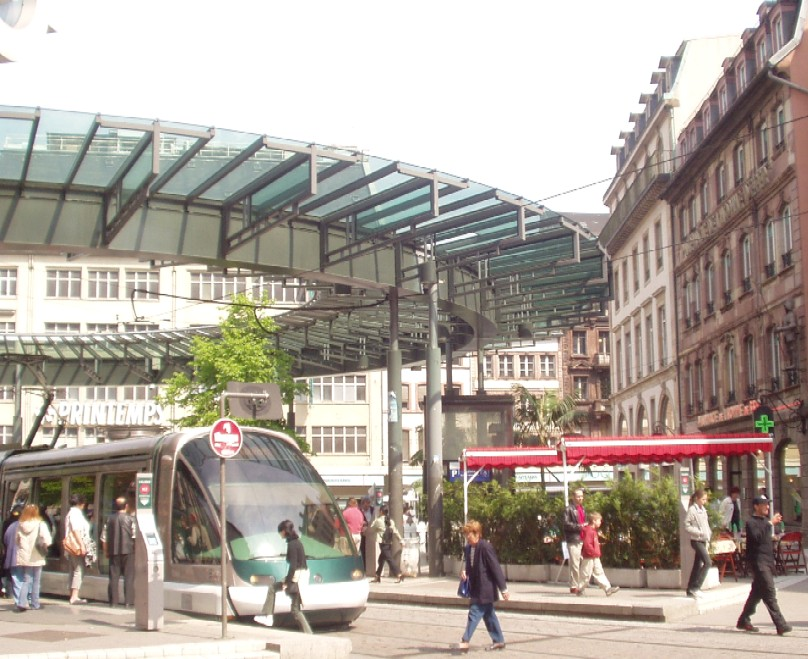
Umsteigeplatz der Straßenbahn Straßburg auf der Place de l’Homme de Fer

Im Elsass besteht ein Schienennetz, das sowohl an den Hochgeschwindigkeits- wie den Regionalverkehr angeschlossen ist. Die LGV Rhin-Rhône von Dijon nach Mülhausen und weiter in Richtung Basel und nach Freiburg ist größtenteils seit 2011 fertiggestellt. Die LGV Est européenne von Paris nach Straßburg und weiter über die Europabahn nach Stuttgart bzw. München, sowie mit Abzweig über Saarbrücken nach Frankfurt wurde 2016 fertiggestellt. Betreiber des regionalen Schienenverkehrs ist seit der Neugliederung der Regionen im Jahr 2016 der TER Grand Est, zuvor war es der TER Alsace. Straßenbahnen (Trams) finden sich in Straßburg (Straßenbahn Straßburg) und Mülhausen (Straßenbahn Mülhausen). Das Tarifangebot Alsa plus ist eine Tageskarte zur Nutzung des ÖPNV in Teilbereichen oder im gesamten Elsass.
Im Elsass (und im lothringischen Département Moselle) benutzen die Züge bei zweigleisigen Verbindungen entgegen der sonst in Frankreich gültigen Regel das rechte Gleis, daher sind an den entsprechenden Schnittstellen Überwerfungsbauwerke vorzufinden.
Der Vogesentunnel von Sainte-Marie-aux-Mines (Markirch) nach Saint-Dié war bis 1973 ein Eisenbahntunnel. Seit 1976 ist er als Mautstrecke dem Straßenverkehr vorbehalten. Das Bauwerk war von 2004 bis 2008 zur Erweiterung der Sicherheitsvorrichtungen gesperrt und wurde am 1. Oktober 2008 wiedereröffnet.

### Wasserstraßen

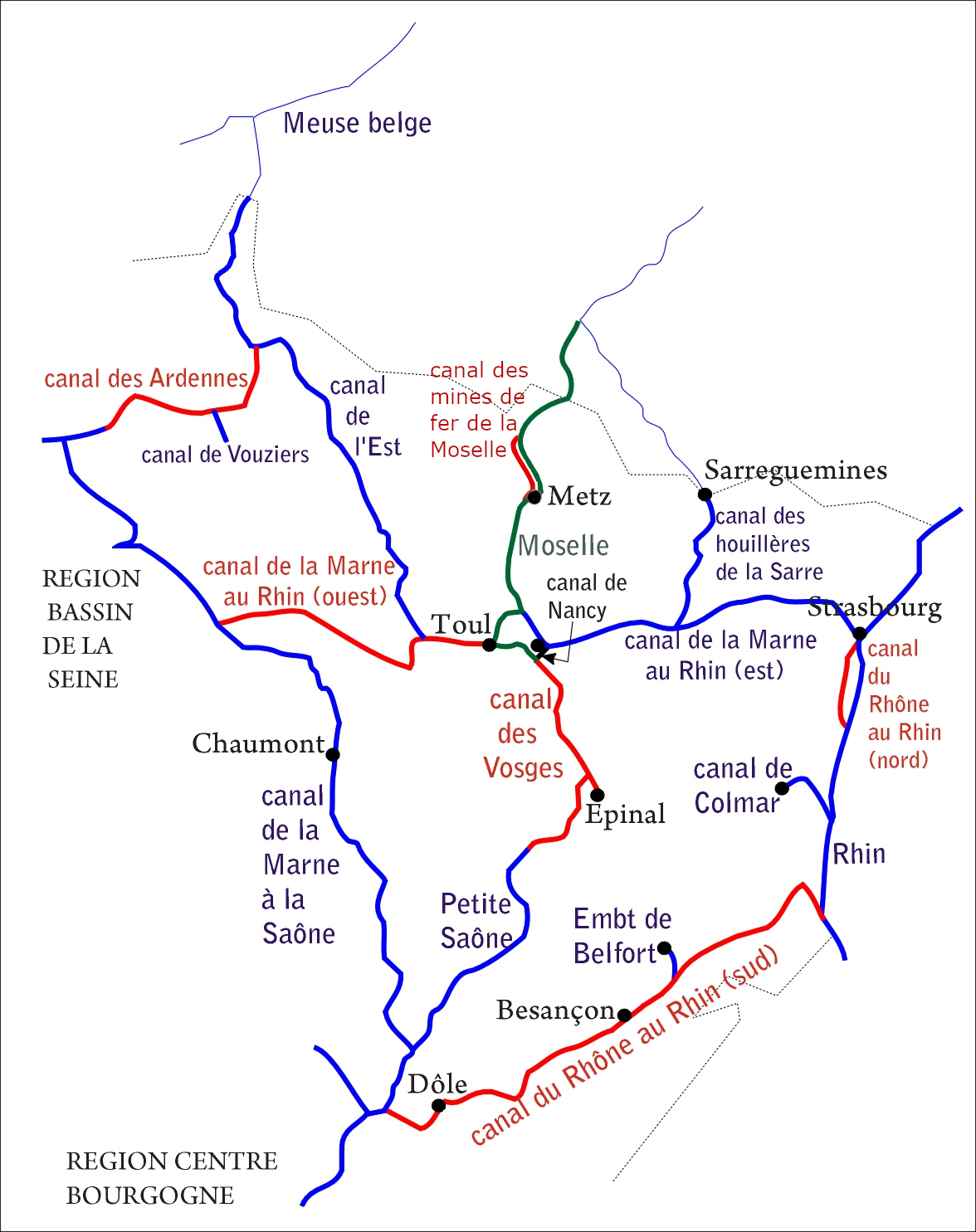
Schiffbare Wasserstraßen im Elsass und der ganzen Region Grand Est

Mehr als 420 km Wasserwege im Elsass sind schiffbar und es existieren 36 Anlegestellen und Häfen für die Sportschifffahrt. Nach Süden, Richtung Mittelmeer, geht der Rhein-Rhône-Kanal, nach Westen, Richtung Paris, der Canal de la Marne au Rhin. In den elsässischen Häfen werden über 15 Millionen Tonnen Güter umgeschlagen. Drei Viertel davon entfallen auf Straßburg, das den zweitgrößten Binnenhafen Frankreichs hat. Die Erweiterung des Rhein-Rhône-Kanals, der die Rhone und damit das Mittelmeer mit dem mitteleuropäischen Flussnetz (Rhein) und damit der Nordsee und der Ostsee verbindet, wurde 1998 wegen der Kosten und der Zerstörung der Landschaft, vor allem im Tal des Doubs, eingestellt. Der Canal de la Bruche wurde bis 1939 genutzt.

### Flugverkehr
Es gibt im Elsass zwei internationale Flughäfen:
- den Flughafen Straßburg (Aéroport de Strasbourg) bei Entzheim südwestlich von Straßburg
- den binationalen Flughafen Basel-Mülhausen (EuroAirport Basel Mulhouse Freiburg) in Saint-Louis zwischen Mülhausen und Basel

Beide Flughäfen hatten 2022 zusammen ein Aufkommen von knapp 8 Millionen Passagieren.
Des Weiteren gibt es Flugplätze in Habsheim, Colmar, Straßburg-Neuhof, Saverne-Steinbourg, Haguenau und Sarre-Union.

### Radwege
Das Elsass besitzt knapp 2.700 Kilometer ausgebaute Radwege.
Drei EuroVelo-Routen führen durch das Elsass:
- die EV5: Via Francigena von London nach Rom/Brindisi über den Saarkanal und den Rhein-Marne-Kanal
- die EV6: vom Atlantik bis zum Schwarzen Meer – von Nantes nach Budapest über den Rhein-Rhône-Kanal
- die EV15: Véloroute Rhin/Rheinradweg von Andermatt (Schweiz) nach Rotterdam

Kleinere Verbindungen verlinken das Elsass mit den benachbarten Pfalz und Baden, darunter:
- der Pamina-Radweg Lautertal (Itinéraire cyclable de la Lauter) von Lauterbourg nach Dahn über Wissembourg
- Baden-Baden – Hagenau
- Offenburg (Badische Weinstraße) – Molsheim (Elsässische Weinstraße) – Itinéraire cyclable européen (Europäischer Radwanderweg) via Kehl – Straßburg
- Elzach im Schwarzwald – Villé in den Vogesen über den Kaiserstuhl

Alle Treidelwege der elsässischen Kanäle (Saarkanal, Rhein-Marne-Kanal, Breuschkanal, Rhein-Rhône-Kanal) sind asphaltiert. Viele stillgelegte Bahntrassen sind als Radwege nutzbar, so zum Beispiel:
- Lembach–Walbourg (ehemalige Bahn der Maginot-Linie)
- Surbourg–Betschdorf und Hatten (Bas-Rhin)–Niederroedern
- 2,5 km westlich von Obermodern bis vor Bouxwiller und nach Bouxwiller über Neuwiller-lès-Saverne bis vor Dossenheim-sur-Zinsel
- Odratzheim–Westhoffen (ehemalige Straßenbahntrasse von Straßburg nach Westhoffen)
- Romanswiller–Wasselonne–Marlenheim
- Marlenheim–Molsheim an der Elsässischen Weinstraße.

## Kultur

### Sprachen und Dialekte
→ Siehe auch: Sprachen und Dialekte im Elsass, Elsässisch, Grenzorte des alemannischen Dialektraums, Romanische Dialekte im Elsass, Welche

Die germanischen und romanischen Dialektgruppen in der Region Elsass im 19. Jahrhundert

Das traditionelle Verbreitungsgebiet westoberdeutscher (=alemannischer) Dialektmerkmale im 19. und 20. Jahrhundert. Das Elsass liegt in dessen nordwestlichem Teil.

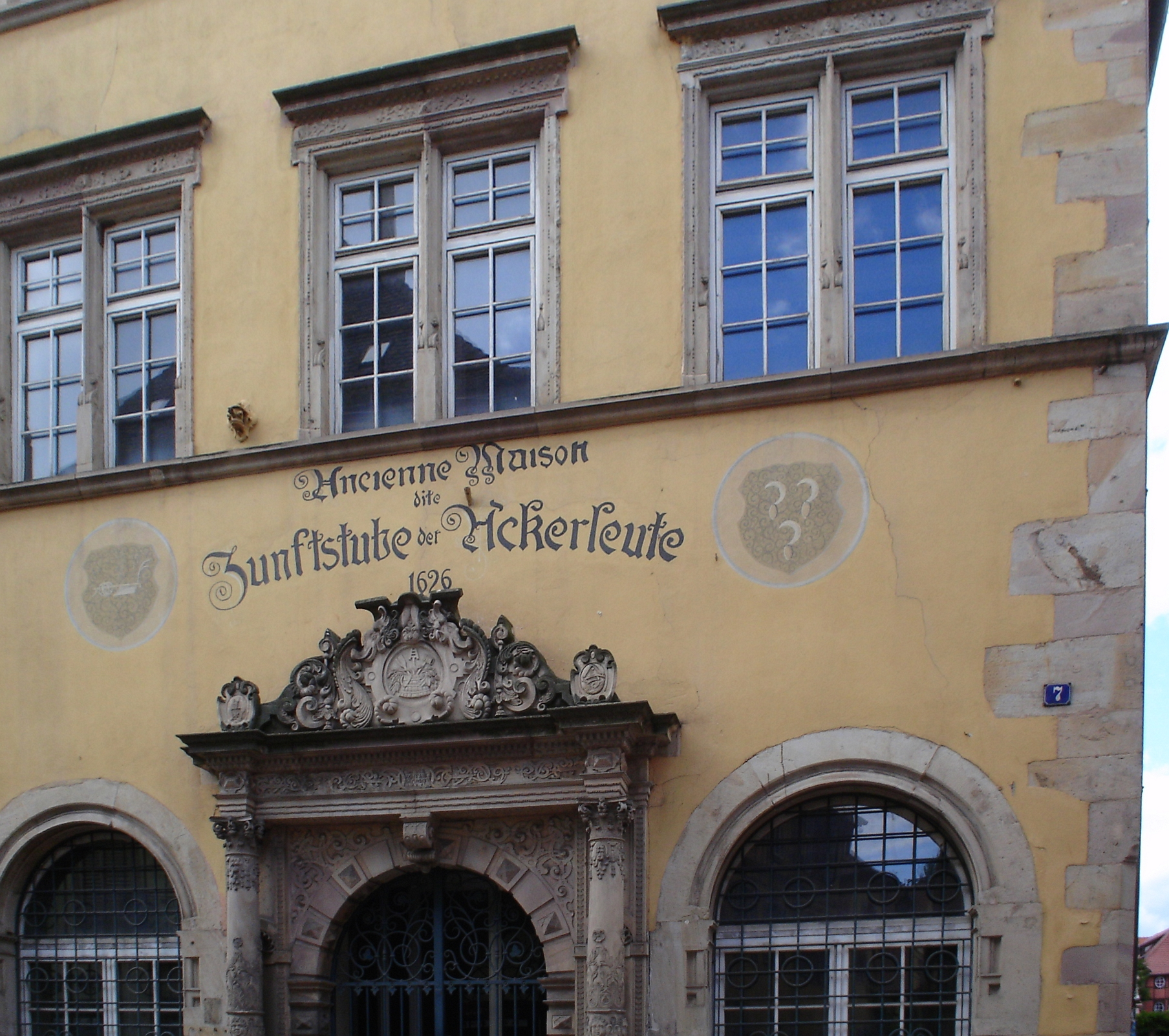
Französische und deutsche Aufschrift auf dem Gebäude der Zunftstube der Ackerleute in Colmar

Seit dem Frühmittelalter sind im Elsass germanische Mundarten beheimatet. Sie werden heute unter dem Begriff „Elsässisch“ (seltener auch „Elsässerdeutsch“) zusammengefasst. Unter diesen herrschen alemannische Dialekte vor, überwiegend Oberrheinalemannisch, ganz im Süden auch Hochalemannisch. Südfränkische Dialekte werden ganz im Norden um Wissembourg und Lauterbourg und Rheinfränkisch im nordwestlichen Zipfel des Krummen Elsass um Sarre-Union gesprochen. Die Anwendung einer deutschen Standardsprache hing von politischen Gegebenheiten ab.
Im Frühmittelalter wurde jedoch nicht das ganze heutige Elsass sprachlich germanisiert: Romanische Dialekte (Patois) bzw. die französische Sprache sind daher bereits traditionell in manchen Gebieten der Vogesen (oberes Breuschtal, Teile des Weilertals, um Sainte-Marie-aux-Mines und um Lapoutroie) und im westlichen Sundgau (um Montreux) verankert (siehe Romanische Dialekte im Elsass und Grenzorte des alemannischen Dialektraums). Auch das heutige Territoire de Belfort, das bis 1648 bzw. 1789 Teil des habsburgischen bzw. königlich-französischen Sundgau war und erst 1871 vom Département Haut-Rhin abgetrennt wurde, ist traditionell romanisch- bzw. französischsprachig.
Das Französische gewann vor allem zwischen dem 16. und 20. Jahrhundert sukzessive an Gewicht. Das hing vor allem mit der politischen Geschichte, insbesondere den Folgen des Dreißigjährigen Krieges zusammen, aber auch partiell mit dem Ansehen, das das Französische vor allem in der Frühen Neuzeit europaweit in Adel und gehobenem Bürgertum genoss.
Nach der Eroberung durch französische Truppen 1639–1681 kam das Französische beispielsweise mit den königlichen Verwaltungsbeamten sowie Einwanderern und Händlern aus Zentralfrankreich ins Elsass. Die überwiegenden Bevölkerungskreise verwendeten jedoch weiterhin Deutsch bzw. ihren jeweiligen germanischen oder romanischen Dialekt.
Das Französische verbreitete sich in Europa und noch stärker im Elsass als Verwaltungs-, Handels- und Diplomatensprache innerhalb der städtischen und ländlichen Eliten. Ansonsten blieben die germanischen (und romanischen) elsässischen Dialekte und die deutsche Sprache erhalten; an der Universität Straßburg beispielsweise wurde nach wie vor auf Deutsch gelehrt.
Nach der Französischen Revolution änderte sich die Sprachpolitik des französischen Staates, der nun für Frankreich sprachliche Einheit propagierte. Darüber hinaus fand Französisch vor allem in diejenigen Bevölkerungskreise Eingang, die mit den Ideen der Revolution sympathisierten. Deutsch bzw. die deutschen Dialekte waren nun Teil einer Entwicklung zu partieller Zweisprachigkeit. In den Gegenden des Patois setzte sich aufgrund des Schulunterrichts das Französische durch. Wie in anderen nicht französischsprachigen Regionen Frankreichs oder anderen Minderheitenregionen anderer europäischer Staaten wurde die Minderheitensprache vor allem in den Schulen zunehmend durch die Sprache der Mehrheit ergänzt oder von ihr verdrängt.
Während der Zugehörigkeit zum Deutschen Kaiserreich (Reichsland Elsaß-Lothringen, 1871–1918) wurde die „Sprachenfrage“ in einem Gesetz vom März 1872 zunächst so geregelt, dass als Amtssprache grundsätzlich Deutsch bestimmt wurde. In den Landesteilen mit überwiegend französischsprachiger Bevölkerung sollte den öffentlichen Bekanntmachungen und Erlassen jedoch eine französische Übersetzung beigefügt werden. In einem weiteren Gesetz von 1873 wurde für diejenigen Verwaltungseinheiten, in denen Französisch ganz oder teilweise vorherrschte, der Gebrauch des Französischen als Geschäftssprache zugelassen. In einem Gesetz über das Unterrichtswesen von 1873 wurde geregelt, dass in den deutschsprachigen Gebieten Deutsch ausschließliche Schulsprache war, während in den französischsprachigen Gebieten der Unterricht ausschließlich auf Französisch gehalten werden sollte. Französischsprachige Gemeinden und Familien Elsass-Lothringens sahen sich ähnlich wie die polnischsprachigen Regionen Preußens insgesamt jedoch Germanisierungs- und Assimilationsversuchen ausgesetzt. Nur teilweise blieb dort das Französische Schul- und Amtssprache.
Die französische Sprachpolitik zwischen 1918 und 1940 war streng gegen die deutsche Sprache bzw. den elsässischen Dialekt ausgerichtet. Die französische Sprache wurde als verbindliche Amts- und Schulsprache eingeführt. In Schule und Verwaltung wurde ausschließlich Französisch zugelassen. Seit den Wahlen vom November 1919 und bis Anfang 2008 war es jedoch den Kandidaten aus den drei Départements Haut-Rhin, Bas-Rhin und Moselle gestattet, Wahlkampfschriften in beiden Sprachen, Französisch und Deutsch, zu verbreiten.
Während der Besetzung durch den NS-Staat zwischen 1940 und 1944 erlebte das Elsass erneut eine Steigerung an restriktiver Sprachpolitik. Diese war rücksichtslos an die NS-Ideologie angepasst. Die Umwandlung von französischen Vornamen in deutsche gehört sicherlich zu den harmloseren, aber typischen Beispielen. Die Politik der NSDAP und der von ihr beherrschten Zivilverwaltung (Unterdrückung der Bevölkerung, Germanisierungspolitik, groteske antifranzösische Kulturpolitik, Einzug in die Wehrmacht und Anderes) förderte nachhaltig die Abwendung des Elsass von Deutschland.
Nach dem Zweiten Weltkrieg wurde Französisch zur Verkehrs-, Amts- und Schulsprache. Kenntnisse bzw. vor allem aktiver Gebrauch der autochthonen alemannischen, süd- oder rheinfränkischen Dialekte (zusammengefasst im Begriff Elsässisch) oder des Standarddeutschen sind daher rückläufig und zunehmend auf die ältere Generation beschränkt.
Die französische Sprachpolitik der Vorkriegszeit setzte sich im Prinzip fort, verstärkt infolge die Erfahrung der Besetzung Frankreichs und des nationalsozialistischen Terrors, die dazu führte, dass alles Deutsche misstrauisch bis ablehnend betrachtet wurde. Die älteren Generationen kommunizierten weiterhin in elsässischen Dialekten, während die Transmission, die Weitergabe an die Folgegenerationen, mehr und mehr nachließ – vor allem in der Sorge, dass die Kinder „gutes Französisch“ lernen mussten. Während das Elsässische in den ersten Nachkriegsjahrzehnten seine Position als Sprache der Bevölkerungsmehrheit behielt, begann ab den 1970er-Jahren ein starker Rückgang der Transmission des Elsässischen. Die jüngeren Generationen, insbesondere in den größeren Städten, benutzen entsprechend ihrer Schulbildung mehr und mehr die französische Sprache. In den Schulen wird Deutsch überwiegend als Fremdsprache unterrichtet. Erst in den 1990er-Jahren wurden erstmals Maßnahmen getroffen, um den Rückgang sowohl des Dialekts als auch des Hochdeutschen zu stoppen. 1991 wurden die ersten zweisprachigen Schulen mit sowohl deutscher als auch französischer Unterrichtssprache gegründet. Seitdem steigt kontinuierlich die Anzahl der Schüler, die bilinguale Schulen bzw. Kindergärten besuchen. 2016 wurden bilinguale Schulen im Elsass von über 34.000 Schülern besucht. Im Schuljahr 2020/21 besuchten 18,5 % der elsässischen Vor- und Grundschüler eine zweisprachige Schule.
Während es im statistisch stark erforschten Frankreich keine offiziellen Erhebungen über „Privates“ wie zum Beispiel die Muttersprache, gibt, zeigen Umfragen, dass sich selbst im dritten Jahrtausend noch mehr als die Hälfte der Bevölkerung selbst Fähigkeiten im regionalen Dialekt zuschreibt. Wie das in Straßburg ansässige Office pour la Langue et Culture d’Alsace (OLCA, „Amt für Sprache und Kultur im Elsass“) angibt, bezeichneten sich 2022 noch 46 % (2012: 43 %, 2001: 61 %, 1997: 63 %) der Befragten einer Studie als „dialektsprachig“ (dialectophone) – das entspräche knapp 900.000 Einwohnern. Am stärksten finden sich diese Elsässischsprecher im ländlichen Raum, in Dörfern, in geringerem Umfang aber auch in den Städten. Neben diesen 46 % Elsässischsprechern gaben 19 % an, wenig zu sprechen, und 34 % gaben an, über keine Elsässisch-Kenntnisse zu verfügen. Selbst unter den 18- bis 29-Jährigen fanden sich 1997 noch 38 % Elsässischsprecher, 2012 waren es nur noch 12 %. Zudem erklärten 2022 54 % der Befragten, Hochdeutsch fließend oder gut zu sprechen, nur 23 % gaben an, überhaupt kein Hochdeutsch zu können. 
Unter dem Motto E Friehjohr fer unseri Sproch („Ein Frühjahr für unsere Sprache“) finden sich seit 2001 Theater- und Musikgruppen, Mundartdichter, Heimatvereine und Sprachpfleger zusammen, um Werbung für den Erhalt des Elsässischen zu machen. Zudem subventioniert der Regionalrat elsässische Sprachkurse. France 3 Alsace sendet von Montag bis Freitag die Nachrichtensendung „Rund Um“, in der ausschließlich Elsässisch gesprochen wird. Eine Gefahr besteht in der Folklorisierung der Dialekte, eine Tendenz, die aber auch in deutschsprachigen Ländern beobachtet werden kann. Das Verschwinden des Deutschen bzw. der elsässischen Dialekte ist Thema mancher bekannter Schriftsteller geworden (René Schickele, André Weckmann, Hans Arp u. a.).
In der politischen Debatte um den Erhalt des Deutschen ist eine eindeutige Präferenz zugunsten der Dialekte und zu Ungunsten des Standarddeutschen gesetzt worden. Man orientiert sich also weniger an der Schweiz, wo Mundart und zugehörige Standardsprache nebeneinander existieren (Diglossie), sondern mehr an Sprachmodellen wie Luxemburg, wo der Dialekt gegenüber der zugehörigen Standardsprache höher bewertet wird und sogar zur Schriftsprache ausgebaut wird. So hat man sich beispielsweise in Straßburg im Zusammenhang mit der Dokumentation von deutschen Straßennamen auf Straßenschildern nach langer Diskussion nicht für Standarddeutsch, sondern für die Straßburger Mundart entschieden. Das Problem bei der Höherbewertung der Dialekte gegenüber der zugehörigen Standardsprache ist, dass auch im Elsass Mundarten regional und sozial starke Unterschiede aufweisen. Ein Überleben der Dialekte hängt dann möglicherweise auch davon ab, inwiefern ein „Standardelsässisch“ etabliert ist oder etabliert werden kann.
Die 1992 von der französischen Regierung unterzeichnete Europäische Charta der Regional- oder Minderheitensprachen wurde bis heute (Stand: 2015) nicht vom französischen Parlament ratifiziert und besitzt daher weiterhin keine gesetzliche Geltung in Frankreich.
Im Elsass lag der Anteil der Schüler, die Deutsch 2018 zumindest als Fremdsprache lernten, bei 82,5 %, was deutlich höher ist als der landesweite Schnitt von 16,5 %. 98 % aller Grund- und Vorschüler lernen Deutsch an elsässischen Schulen. In der Mittelstufe waren es im Jahr 2010 es noch 73,2 %, im Gymnasium (Lycée) dann 15,4 %. Dies sind alles Werte weit über dem französischen Durchschnitt. Auch werden ein Viertel aller AbiBac-Abschlüsse in Frankreich im Elsass gemacht. Dennoch ist aus Sicht des Schulamts die Erfolgsbilanz durchwachsen. Zwar steigen 10 % der Kindergartenschüler in einen paritätischen Deutschunterricht ein, aber von den anfänglichen 19.000 Schülern sind im Collège nur noch 3500 übrig. Im Gymnasium sind es nur noch unter 1000 Schüler. Zudem besteht ein Lehrermangel, den man durch Kooperationen mit deutschen Schulen bekämpfen will. Insgesamt ist eine Investition von einer Million Euro zur Förderung des deutschsprachigen Unterrichts vorgesehen. Zu den Bemühungen gehört auch eine Werbekampagne für die deutsche Sprache. Die Politik unterstützt dies, da nur noch rund 1 % der Erstklässler Elsässisch beherrschten und sich die Elsässer seit 2005 auf 10.000 Stellen nicht mehr bewerben könnten, weil es an Sprachkenntnissen mangele.

#### Entwicklung der topografischen Namen
Der mehrfache Wechsel des Elsass zwischen Deutschland und Frankreich hat auch Einfluss auf die Entwicklung der topografischen Namen gehabt. Ursprünglich waren die Namen deutsch, wurden dann aber seit dem 17. Jahrhundert teilweise französisiert. Während der deutschen Annexionen von 1871 bis 1918 und 1940 bis 1944 wurde diese Entwicklung teilweise rückgängig gemacht, danach wurden wieder die französischen Namen eingeführt.
In einem Artikel von 2013 hat Claude Otto dieses Phänomen untersucht. Im Folgenden gilt immer <deutscher Name>/<französischer Name>:
Ab dem 17. Jahrhundert wurden zunächst nur militärische Anlagen und Regierungssitze bzw. Wohnsitze hoher französischer Adliger mit französischen Namen benannt, zum Beispiel Saint-Louis oder La Petite-Pierre. Manche Orte hatten schon früh Namen im französischsprachigen Grenzland, zum Beispiel Kestenholz/Châtenois oder Rappoltsweiler/Ribeauvillé. Maursmünster/Marmoutier wurde nach der Abbaye de Marmoutier bei Tours benannt. Bei manchen Namen wurde nur die Orthografie angepasst, zum Beispiel Kolmar/Colmar und Wörth/Wœrth, bei anderen der Name an die französische Aussprache angepasst, zum Beispiel Straßburg/Strasbourg, bzw. an die elsässische Aussprache angepasst, zum Beispiel Weißenburg/Wissembourg und Schlettstadt/Sélestat. Wieder andere Namen wurden mit einer französischen Ergänzung erweitert, zum Beispiel Dieffenbach-lès-Wœrth und Oberhoffen-sur-Moder. Die Namensbestandteile „-hausen“ und „-weiler“ wurde gemäß der elsässerdeutschen Aussprache -huse und -wiler zu „-house“ und „-willer“ französisiert.
Auch nach der Französisierung blieben manche Namen für „Innerfranzosen“ (Nicht-Elsässer Franzosen) unaussprechlich, zum Beispiel Souffelweyersheim, Scharrachbergheim. Wie auch fast überall in Deutschland (Ausnahme: Baden), Österreich und der Schweiz blieben deutsche Rechtschreibreformen ohne Einfluss auf die Schreibung der Ortsnamen, so wird zum Beispiel -tal weiterhin -thal geschrieben, zum Beispiel Jaegerthal.

### Religionen

#### Christentum

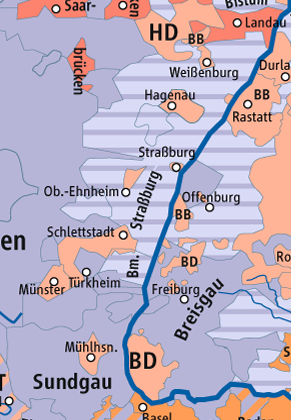
Konfessionen in Elsass um 1618: Die roten Gebiete sind protestantisch, die blauen römisch-katholisch.

Das Elsass wurde im 5. Jahrhundert christianisiert und brachte im Mittelalter eine Reihe bedeutender Kirchen und Klöster hervor. In der Reformation spielte das Elsass durch Persönlichkeiten wie Martin Bucer eine große Rolle, und die Reichsstadt Straßburg wurde zu einem Zentrum der Reformation in Südwestdeutschland, jedoch blieb bis auf einige Territorien der größte Teil des Elsass katholisch. Auch andere Städte in Elsass wurden zu Hochburgen der Reformation vor 1530: Hagenau, Mülhausen, und möglicherweise Wissembourg. Die christlichen Kirchen waren in Konsistorien organisiert, die vor der Revolution den lokalen Fürsten, danach den Präfekten der beiden Departements unterstanden.
Die christlichen Konfessionen im Elsass haben sich bis heute ihre historisch bedingte Bindung an den Staat bewahrt. So bekommen die Gemeinden – anders als im restlichen Frankreich, wo 1905 das Gesetz zur Trennung von Religion und Staat eingeführt wurde – immer noch aufgrund der napoleonischen sogenannten Organischen Artikel Zuschüsse zu der Pfarrerbesoldung vom Staat als Staatsleistung. Die Protestantische Kirche Augsburgischen Bekenntnisses von Elsass und Lothringen gehört mit der Reformierten Kirche von Elsass und Lothringen zu der eigenständigen Union Protestantischer Kirchen von Elsass und Lothringen. Der gleiche Status, der damit den Zustand des napoleonischen Konkordats von 1801 wiedergibt, gilt für die Elsässer Gemeinden der Römisch-katholischen Kirche in Frankreich.
Insgesamt sind im Elsass etwa 70 % der Bevölkerung katholisch, 17 % protestantisch (die meisten davon Lutheraner, der Rest zumeist Reformierte), und 5 % gehören anderen Religionen an. Das ist der höchste Anteil an Protestanten in allen heutigen französischen Regionen. Bis zu ihrer Verdrängung im Dreißigjährigen Krieg hatten die Täufer eine große Präsenz in Elsass, insbesondere die Mennoniten (mit Kirchengebäude) und Amische (ohne Kirche). Einige mennonitische Gemeinden existieren noch heute, zum Beispiel in Geisberg bei Wissembourg.

#### Judentum
Historisch waren die jüdischen Gemeinden stark vertreten, insbesondere im Vergleich zum inneren Frankreich. Dies hatte seinen Grund darin, dass die Juden schon im Mittelalter vollständig aus Frankreich vertrieben wurden, während sie sich im Elsass, das damals zum Heiligen Römischen Reich gehörte und erst viel später zu Frankreich kam, behaupten konnten. In den Jahren 1940–1944 wurden viele elsässische Juden deportiert und ermordet, seit den 1960er Jahren siedelten sich vor allem in Straßburg viele sephardische Juden aus Nordafrika an, die die Gemeinden neu belebten. Organisatorisch sind die jüdischen Gemeinden vertreten durch das Consistoire Colmar und das Consistoire Straßburg.

#### Islam
Inzwischen sind auch Muslime hier stark vertreten, insbesondere durch Einwanderer aus der Türkei und dem Maghreb. Damit ist das Elsass der „religiöseste Teil Frankreichs“.

### Essen und Trinken

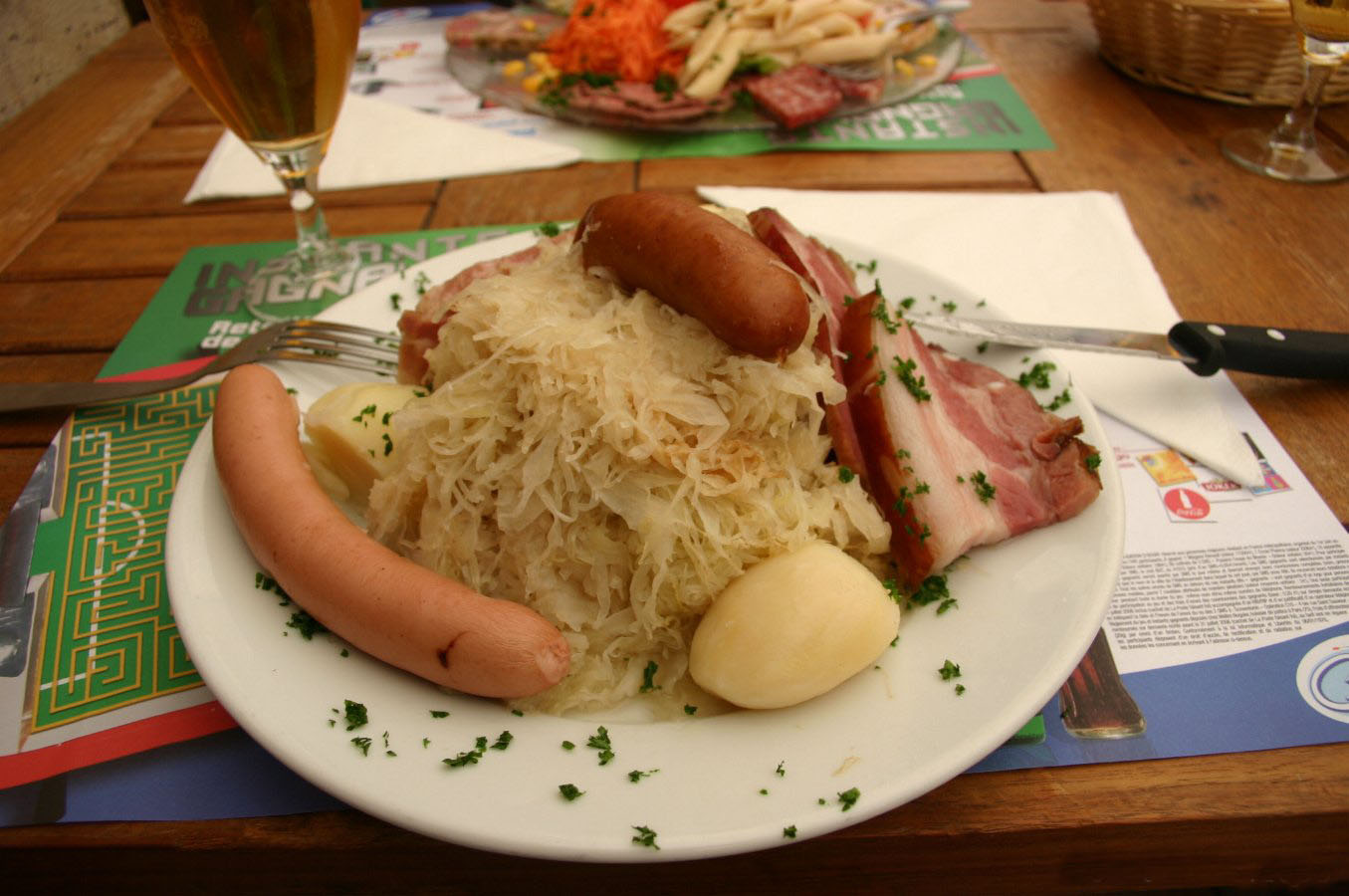
Choucroute garnie

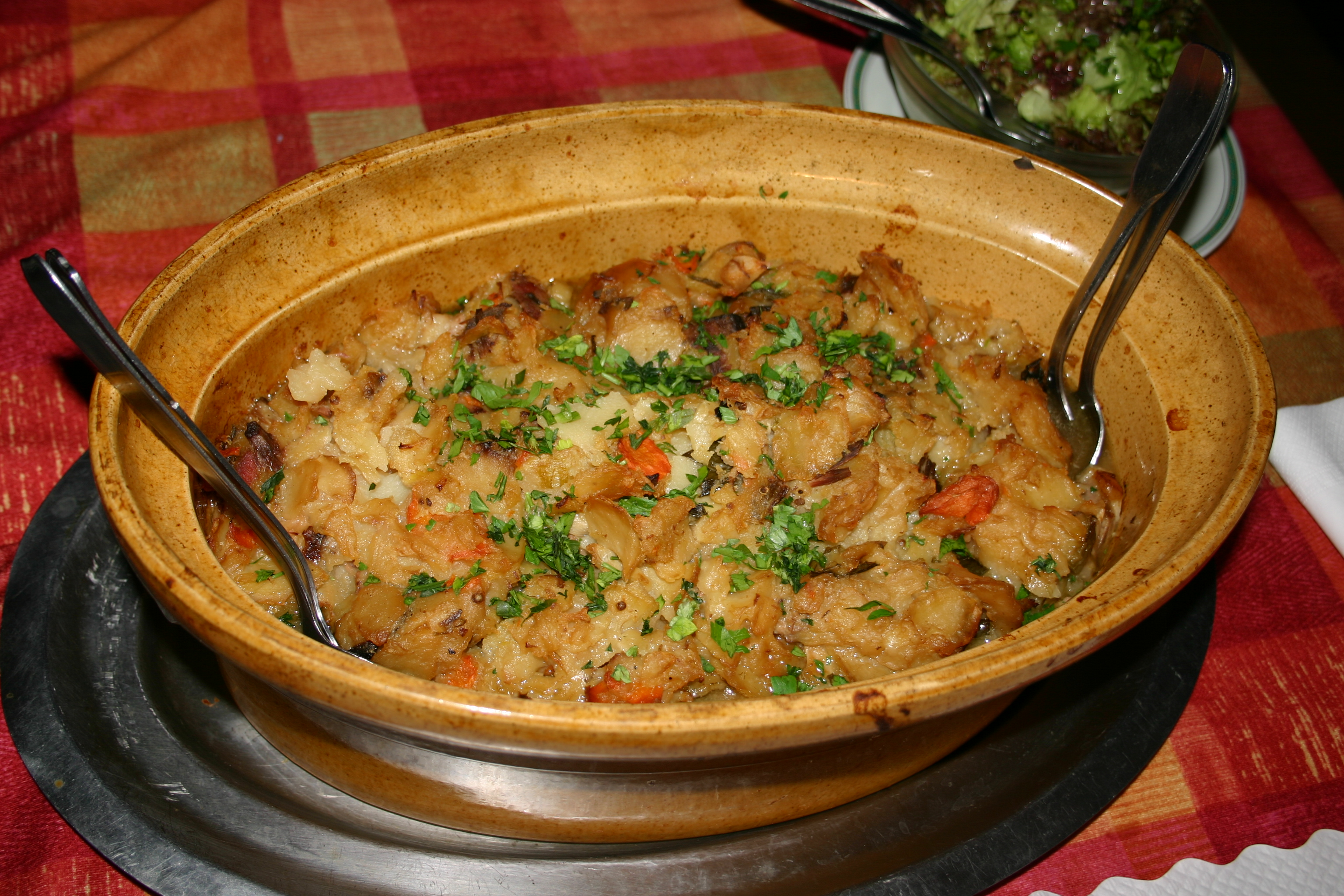
Baeckeoffe-Eintopf

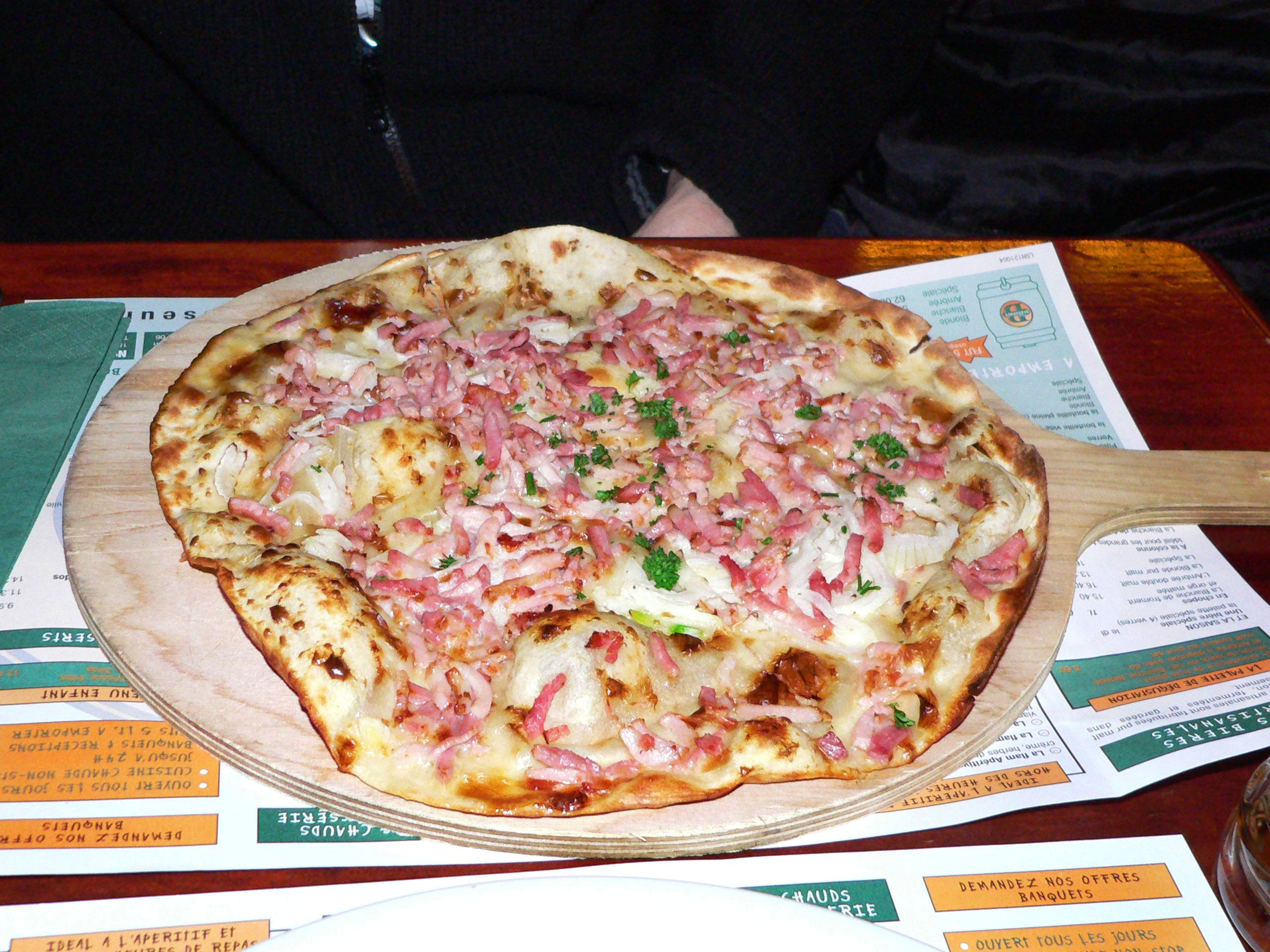
Flammkuchen mit Zwiebeln und Speck

Die Elsässische Küche ist für einige kulinarische Spezialitäten bekannt. Zu diesen gehören:
- Flammkuchen (tarte flambée) (elsässisch: Flammekuech – „ue“ als üe oder ö gesprochen)
- Gugelhupf (Hefe-Napfkuchen) (im Elsass: Kugelhopf; elsässisch: Köjelhopf, französisch oft Kouglof)
- Choucroute (Sauerkraut) (elsässisch: Sürkrüt)
- Baeckeoffe („Bäckerofen“: Eintopf aus Fleisch, Kartoffeln und Lauch, das elsässische Hauptgericht)
- Schiffala (Geräucherte Schweineschulter, Schäufele)
- Bredele („Brötlein“: Butterplätzchen mit Zimt und Nüssen)
- Mignardises (süße Törtchen)
- Friands (süße Teigpasteten)
- Birewecke (Früchtebrot mit Birnen)
- Crémant d’Alsace (elsässischer Schaumwein)
- Quetsch d’Alsace (Zwetschgenwasser), das auf Grund alter (elsässisch/deutscher) Rechte in Hausbrennereien in zwei Brenndurchgängen hergestellt wird mit Alkoholgehalten über 50 % (man vergleiche den französischen Artikel)
- Tarte aux pommes (Elsässer Apfelkuchen) (elsässisch: Äpfelwaia)
- Tarte aux quetsches (Zwetschgentorte) (elsässisch: Zwatschgawaia)
- Galettes de pommes de terre (kleine Kartoffelpfannkuchen) (elsässisch: Grumbeerekiechle, wörtlich „Grundbirnenküchlein“. Auch in den pfälzischen Dialekten sagt man Grumbeere oder Grumbiere für „Kartoffel“), entsprechend dem österreichischen Erdapfel und dem norddeutschen Erpel.
- Tarte à l’oignon (Elsässer Zwiebelkuchen) (elsässisch: Zwiwwelkuech)
- Coq au Riesling (Coq au Vin „Hahn in Wein“; unter Verwendung von Elsässer Riesling)
- Foie gras (Pastete aus der Leber gestopfter Gänse oder Enten)
- Munster (Münsterkäse; intensiv schmeckender, cremiger Käse mit rötlicher Rinde) (elsässisch: Minschterkas)

### Sport
Die Fußballer von Racing Straßburg spielten viele Jahre in der Ligue 1, der höchsten Spielklasse im französischen Fußball, und gehörten dort Ende der 1970er Jahre sogar zu den Spitzenmannschaften. 1979 wurde der Klub zum ersten und bisher einzigen Mal französischer Meister. Die meisten Vereine im Elsass haben, aufgrund dessen wechselhafter Geschichte, ihre Wurzeln in deutschen Vorgängerklubs. So zum Beispiel wurde Racing Straßburg 1906 als FC Neudorf gegründet.

## Zeitungen, Zeitschriften, Periodika
Im Elsass erscheinende regionale Tageszeitungen sind die Dernières Nouvelles d’Alsace (DNA) aus Straßburg und L’Alsace aus Mülhausen, die heute beide zur EBRA Mediengruppe gehören.

## Bekannte Elsässer
- Johann Protasius von Anstett
- Paul Appell
- Hans Arp
- Frédéric-Auguste Bartholdi
- Max Bense
- Hans Bethe
- Johann Michael Beuther
- Michael Philipp Beuther
- Heinrich Boell
- Karl Brandt
- Sebastian Brant
- Martin Bucer
- Johann Carolus
- Mireille Delunsch
- Gustave Doré
- Alfred Dreyfus
- Jean Egen
- Fabrice Ehret 1
- Charles de Foucauld
- Charles Friedel
- Georges Friedel
- Charles Frédéric Girard
- Martin Graff
- Gilbert Gress
- Gottfried von Straßburg
- Daniel Hoeffel
- Valérien Ismaël
- Josel von Rosheim
- Alfred Kastler
- Johann Geiler von Kaysersberg

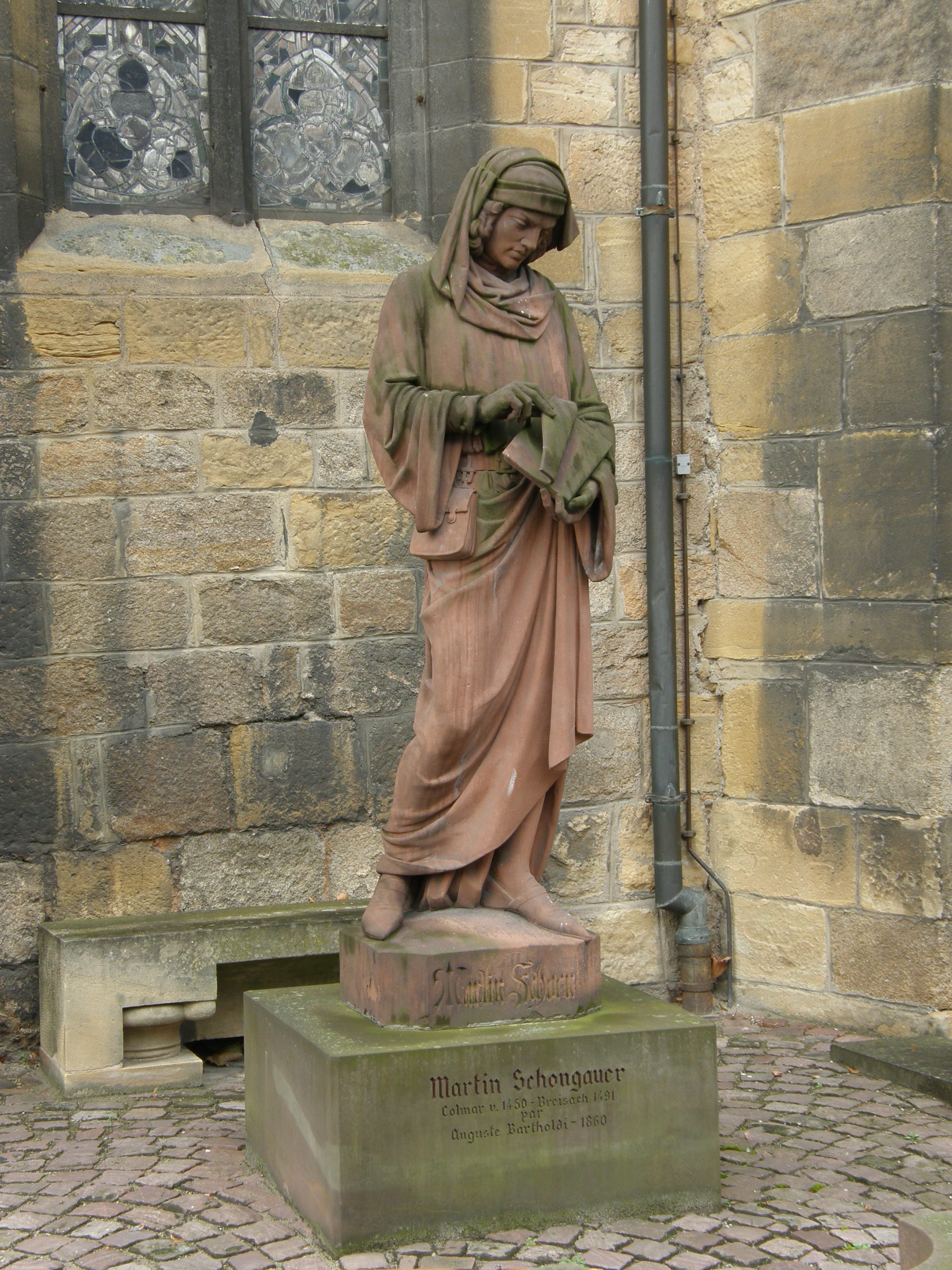
Standbild Martin Schongauers von Frédéric-Auguste Bartholdi vor dem Unterlinden-Museum, Colmar

- François-Christophe Kellermann, duc de Valmy
- Marc Keller
- Jean-Baptiste Kléber
- Jean-François Kornetzky
- Katia und Maurice Krafft
- Johann Heinrich Lambert
- Julius Leber
- Jean-Marie Lehn
- Leo IX.
- Sébastien Loeb
- Philipp Jakob Loutherbourg der Jüngere
- Marcel Marceau
- Karim Matmour
- Johannes Mentelin
- Yvan Muller
- Charles Münch
- Victor Ernst Nessler
- Johann Friedrich Oberlin
- Odilia
- François-Joseph d’Offenstein
- Thierry Omeyer
- Gottlieb Konrad Pfeffel
- Marc Pfertzel
- Alphonse Ratisbonne
- Beatus Rhenanus
- Claude Rich
- Philippe Richert
- Guy Roux
- René Schickele
- Andreas Franz Wilhelm Schimper
- Wilhelm Philipp Schimper
- Martin Schongauer
- Rudolf Schwarz
- Albert Schweitzer
- Roger Siffer
- Philipp Jacob Spener
- Bruno Spengler
- Ernst Stadler
- Ernst Stahl
- Sebastian Stoskopff
- Jakob Sturm von Sturmeck
- Karl Roos
- Marie Tussaud
- Tomi Ungerer
- Claude Vigée
- Thomas Voeckler
- Hans Paetsch
- Émile Waldteufel
- Jean-Jacques Waltz
- André-Paul Weber
- André Weckmann
- Arsène Wenger
- Alfred Werner
- Delphine Wespiser
- Bob Wollek
- William Wyler
- Anthar Yahia
- M. Pokora
- Adrien Zeller

## Filmografie
- Die Elsässer. Spielfilm, Frankreich, 1996, unter anderem mit Irina Wanka und Sebastian Koch (Der Film besteht aus vier Episoden von je 90 Minuten und erzählt die Geschichte des Elsass zwischen 1870 und 1953 mittels Geschichten fiktiver Familien).
- Bilderbuch. Elsass – Die südliche Weinstraße. Dokumentation, 2007, 45 Min., Buch und Regie: Willy Meyer, Produktion: SWR, Erstsendung: 17. Juni 2007, Inhaltsangabe (Memento vom 25. September 2009 im Internet Archive) der ARD
- Bilderbuch. Elsass – Die nördliche Weinstraße. Dokumentation, 2008, 45 Min., Buch und Regie: Willy Meyer, Produktion: SWR, Erstsendung: 9. März 2008, Inhaltsangabe (Memento vom 25. September 2009 im Internet Archive) der ARD
- Die Linden von Lautenbach. TV-Spielfilm, Frankreich / BR Deutschland 1982, Regie Bernard Saint-Jacques, mit Mario Adorf. Nach dem Buch von Jean Egen.

### Älteres Schrifttum
- Martin Zeiller: Topographia Alsatiae etc. Hrsg.: Matthäus Merian (= Topographia Germaniae. Band 3). 1. Auflage. Matthaeus Merian, Frankfurt am Main 1643 (Volltext [Wikisource]).